# 国鉄213系電車
213系電車（213けいでんしゃ）は、1987年（昭和62年）に登場した直流近郊形電車である。当初は日本国有鉄道（国鉄）が、国鉄分割民営化後は東海旅客鉄道（JR東海）、西日本旅客鉄道（JR西日本）により設計・製造された。

## 概要
当時建設中だった本四備讃線（瀬戸大橋線）直通の快速列車用として、先に登場した211系をベースに開発された。
基本編成が3両単位とされたが、運用線区が平坦であること、軽量ステンレス車体の採用により編成重量が小さくなったことから、単行車両以外では異例となる1M方式を採用し、1M2T（Mc-T-Tc'）が基本組成とされた。
国鉄として最後の新系列車両であり 、岡山地区向けに製造された0番台と、JR東海が関西本線名古屋地区向けに製造した5000番台の2種類に大別される。

## 構造

### 車体
車体は、全長20 mのステンレス製車体に片側2か所の両開扉と、戸袋部を除いて2枚1組の一段下降式ユニット窓が並ぶ（新造先頭車の場合、運転台方から「d1(1)D(1)2222(1)D(1)2」という窓割り・ドア配置であり、117系100番台と211系との折衷的な構成となっている。
前面は211系に準じたFRP製のキセを採用した額縁スタイルである。ただし国鉄時代に投入された211系とは異なり、客室からの展望に配慮して、助士席前面と貫通扉の窓が下方に拡大され、このデザインは民営化後の新形車両（JR東海製造の211系、JR東日本719系、JR四国6000系）にも引き継がれた。列車種別表示器は415系1500番台と同様の天地寸法の小さいタイプである。

### 車内
座席は転換クロスシート（先頭車運転台後部戸袋窓部（1・2位）およびクハ212形3位側戸袋窓部は、固定クロスシート）である。

### 主要機器
コストダウンのため、その他の機器も211系と極力統一化が図られていることが特徴である。
主制御器は、211系と同様の界磁添加励磁制御を1M方式に対応させた電動カム軸方式の CS59 が採用されており、回生ブレーキの使用が可能で、省エネルギーにも配慮されている。本系列での界磁制御を行うため、CS59 主制御器に付随して HS65 励磁装置が搭載されている。この励磁装置は弱め界磁制御と回生ブレーキ使用の際に界磁制御を行うものである。なお、当時の岡山鉄道管理局管内では初の回生ブレーキ搭載車であり、その習熟運転に苦労したという逸話が鉄道趣味雑誌に掲載されていたが、本系列の投入によって岡山運転区所属の運転士は221系などの新系列車両の運転も可能になった。
主電動機4個で直並列組合せ制御を行い、主電動機は端子電圧750 Vの MT64形 であるが、歯車比は211系と同一の 5.19 である。
前述したように本系列は1M方式が採用されたが、もともと211系の横須賀・総武快速線投入が計画された際に地下線（東京トンネル）を走行する関係で、編成の電動車比率を上げる（4M7T → 5M6T）ために開発されていたもので、ユニット方式の電動車を増結すると性能面で過剰になり、コスト面でメリットがなくなることが背景にある。そのため、本系列は211系と併結することを前提に開発されており、力行時の速度・引張力特性は極力211系に合わせられている。25 ‰の勾配上で運行可能な性能は確保されており、抑速ブレーキも搭載しているため、山陽本線瀬野八の通過も可能である。

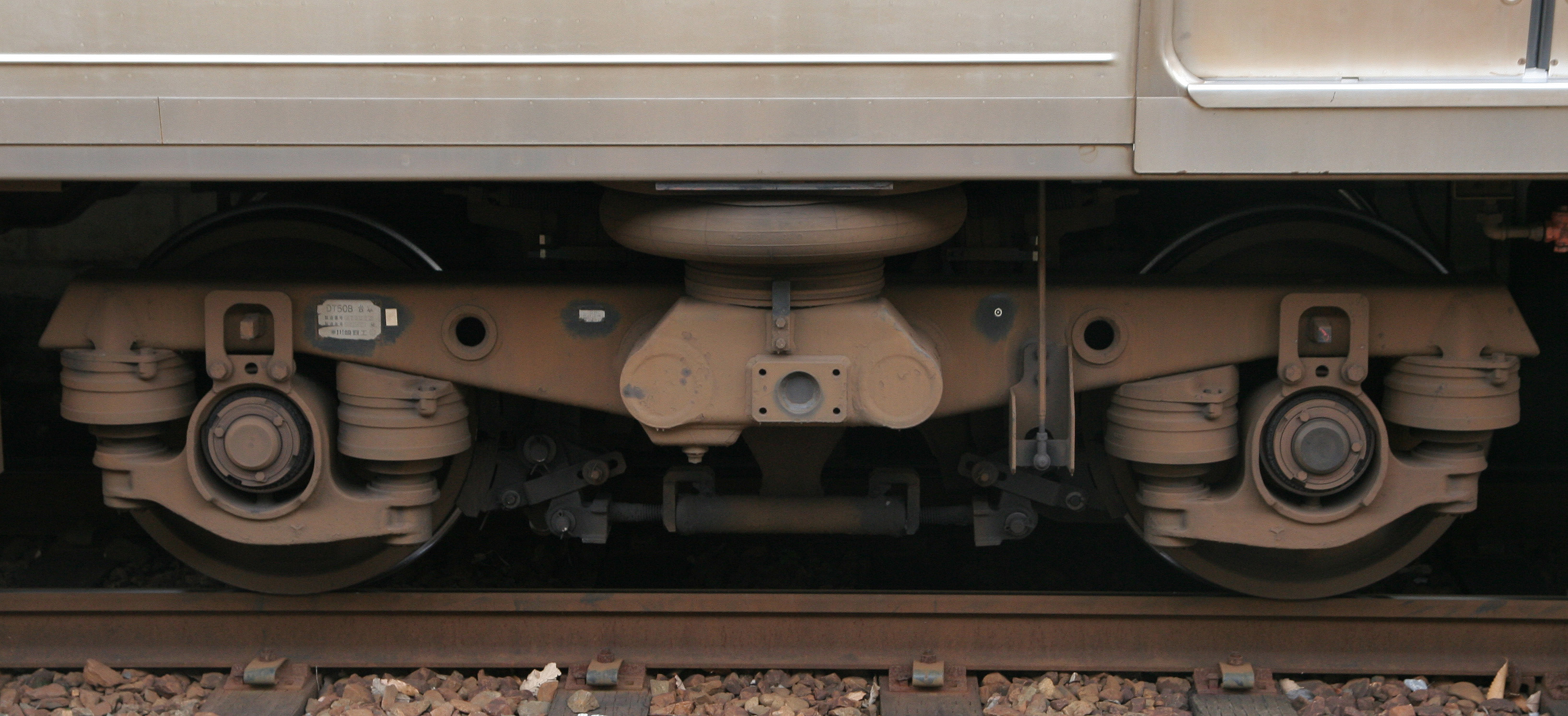
DT50B台車
（クモハ213-3、C3編成）
（2009年1月9日 備中高梁駅）

台車には205系で採用された軽量ボルスタレス台車を引き続き採用している。動力台車は DT50B形 、付随台車は TR235B形 と称する。205系の台車と同様、軸箱支持方式は円錐積層ゴム方式で、台車枠は側梁をストレートタイプ、横梁にはシームレスパイプを採用するなど構造を大幅に簡素化したものとした。また、軸箱方式と合わせて構成部品数を少なくし、保守性の向上を図っており、合わせて軽量化と新製コストの低減を実現している。この結果、従来の台車よりも1台車あたりの重量は約1.5 t軽量化されている。基礎ブレーキ装置は動力台車は片押し式踏面ブレーキ、付随台車は片押し踏面併用ディスクブレーキ方式を採用した。
旅客サービス用補助電源装置には電動発電機（MG）ではなく静止形変換装置（SIV）が採用された。これは国鉄時代の製造車では本系列のみである。集電装置は、菱形パンタグラフである PS24 を搭載する。
冷房装置は集中式ながら、ドア数と乗車定員が少なく、室内の空気の出入りが比較的少ないことから、一般的な AU75形（42,000 kcal/h×1台）ではなく、冷却能力を抑えた AU79A形（33,000 kcal/h×1台）を搭載する。

## 形式
本項で奇数向きとは、瀬戸大橋線基準で岡山向き、関西本線基準で名古屋向きを示す。偶数向きとは、瀬戸大橋線基準で高松向き、関西本線基準で亀山向きであることを示す。
なお、東日本旅客鉄道（JR東日本）にサロ213・212形という形式が存在するが、これらは211系に属する。
- クモハ213形（Mc）

奇数向き制御電動車である。集電装置、主制御器、空気圧縮機（CP）、補助電源装置を搭載する。
- クハ212形（Tc'）

偶数向き制御車である。3位側車端部にトイレを有する。
- サハ213形（T）

付随車。0番台のみに存在する。
- クロ212形（Tsc'）

JR西日本が導入した瀬戸大橋線用のパノラマグリーン車で、高松方を向く付随車。車体は普通鋼製である。

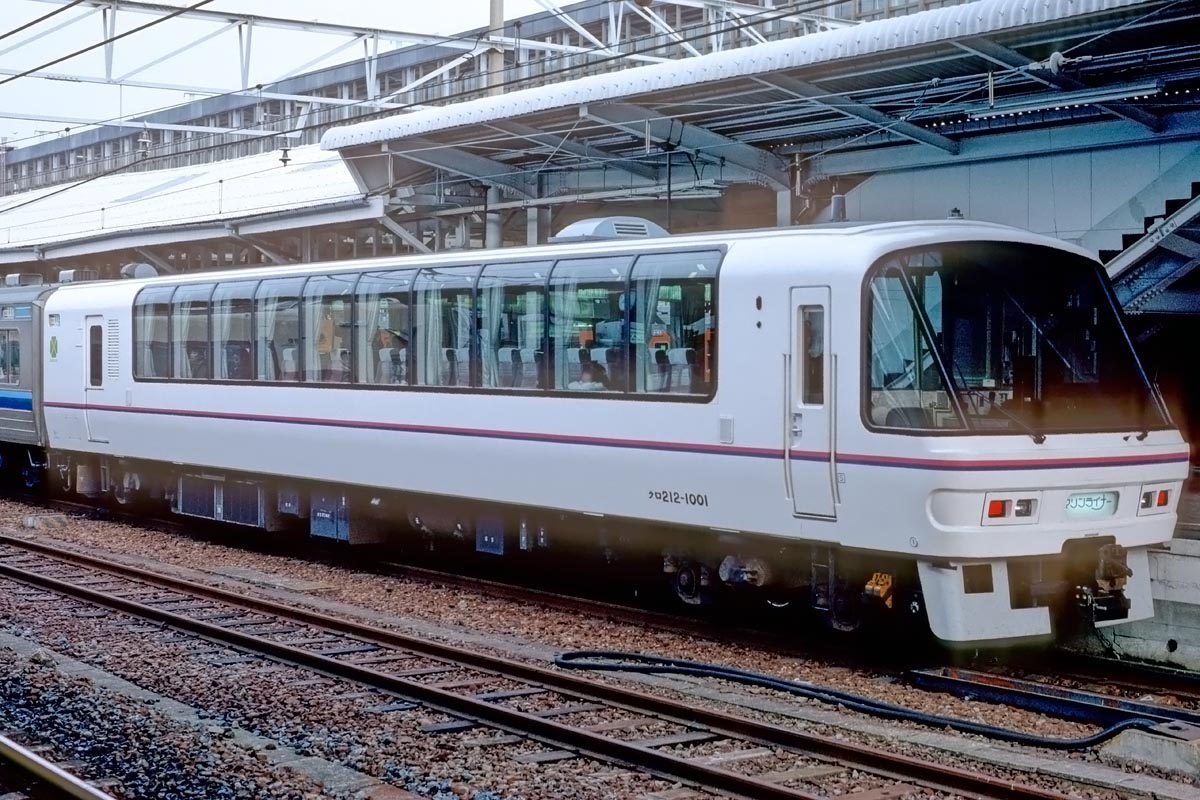
「スーパーサルーンゆめじ」用の1000番台。帯の様式が異なる
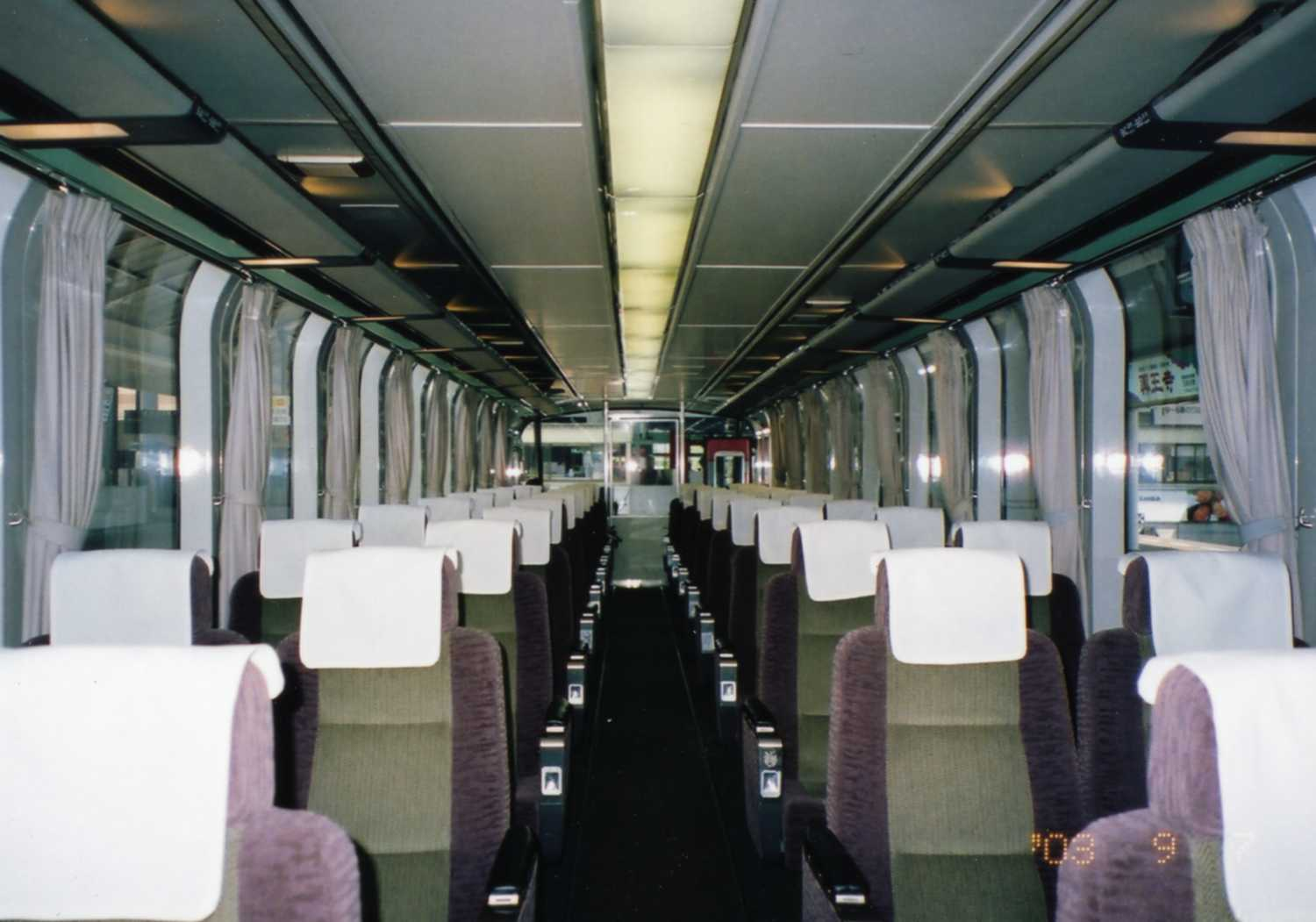
クロ212車内
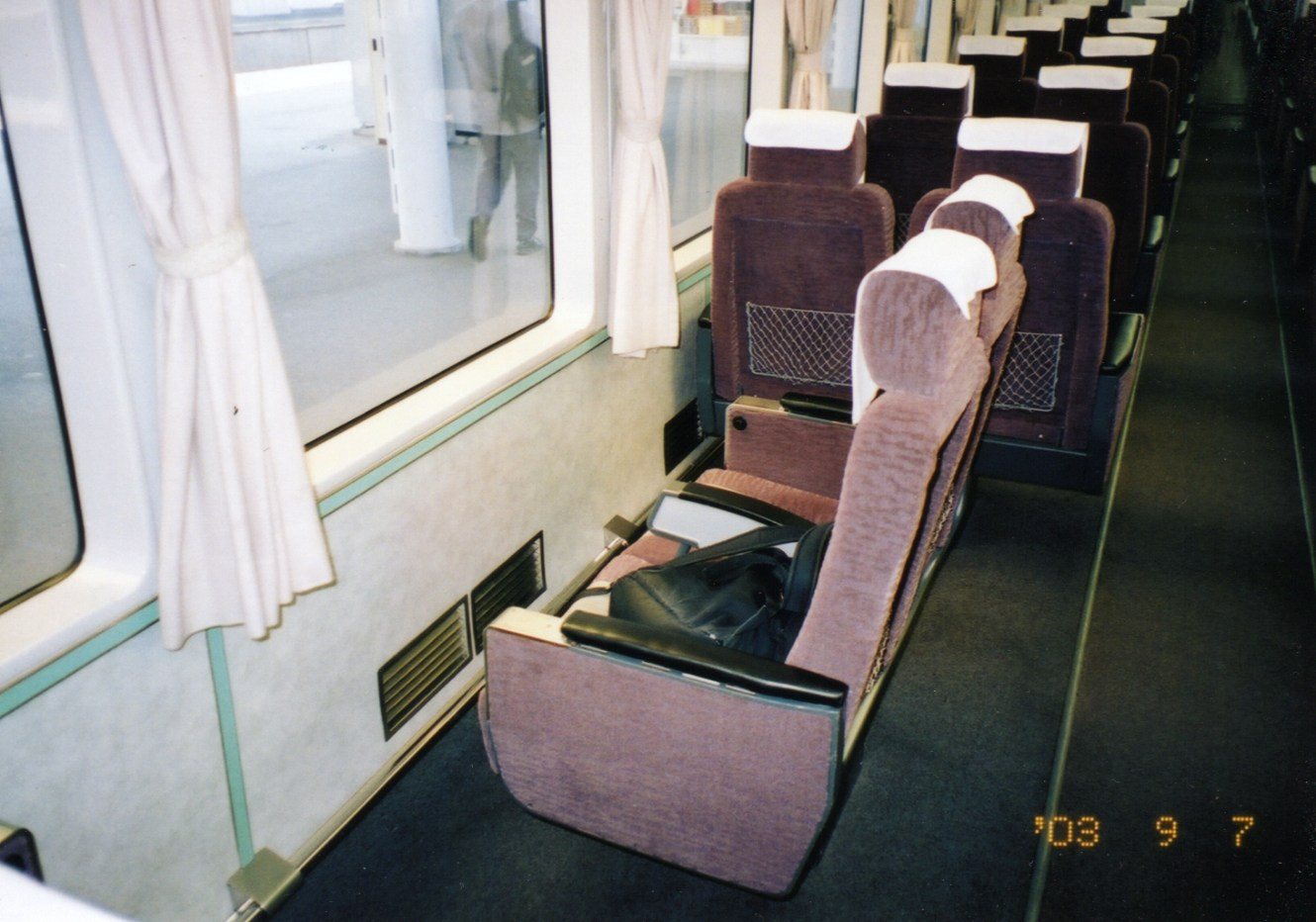
クロ212形の座席 外側および内側に向けて固定が可能

## 番台別概説

### 0番台
岡山電車区の115系置き換えのために、国鉄末期の1987年（昭和62年）3月に3両編成（Mc-T-Tc'）×8本（24両）が導入された。製造会社は、近畿車輛・川崎重工業・日本車輌製造・東急車輛製造・日立製作所。
帯色は、新規に海をイメージした青（青23号）と水色（青26号）が設定された。これははからずも、直後に発足するJR西日本と四国旅客鉄道（JR四国）のコーポレートカラーとなった（JR西日本は青、JR四国は水色）。
約1年後に開業が予定されていた本四備讃線（瀬戸大橋線）用車両の先行投入であり、1987年（昭和62年）3月22日から宇野線の快速11往復で運用を開始した。この快速は翌月1日からは「備讃ライナー」との列車名が付与された。なお、灰皿は使用列車が当初から全て禁煙であったため取付けられていないが、これは当時としては思い切った施策であった。
1988年（昭和63年）の瀬戸大橋線開業からは快速「マリンライナー」に充当。これに伴いクロ212形が連結されるようになった。それに先立ち、クモハ213形×2両、クロ212形×3両、サハ213形×1両と「スーパーサルーンゆめじ」の3両が近畿車輛で製造され、従来編成の一部を含んだ組替えが実施され、Mc-T-Tsc×3編成、Mc-T-Tc'×6編成、Mc-Tc'-Tc'×1編成となった。
「マリンライナー」は運行開始当初から大半の列車が9両編成で1時間に1本運転されたが、臨時列車が運転されるほど利用者が多かったため、同年内にMc-T-Tsc'×2編成が近畿車輛で製造されて、1989年（平成元年）3月「マリンライナー」の増発が行われ、大半の列車が6両編成で1時間に2本の運転となった。これにより、211系2両を含む合計で3両編成×13本（39両）の陣容となり、岡山電車区向けの製造は終了した。

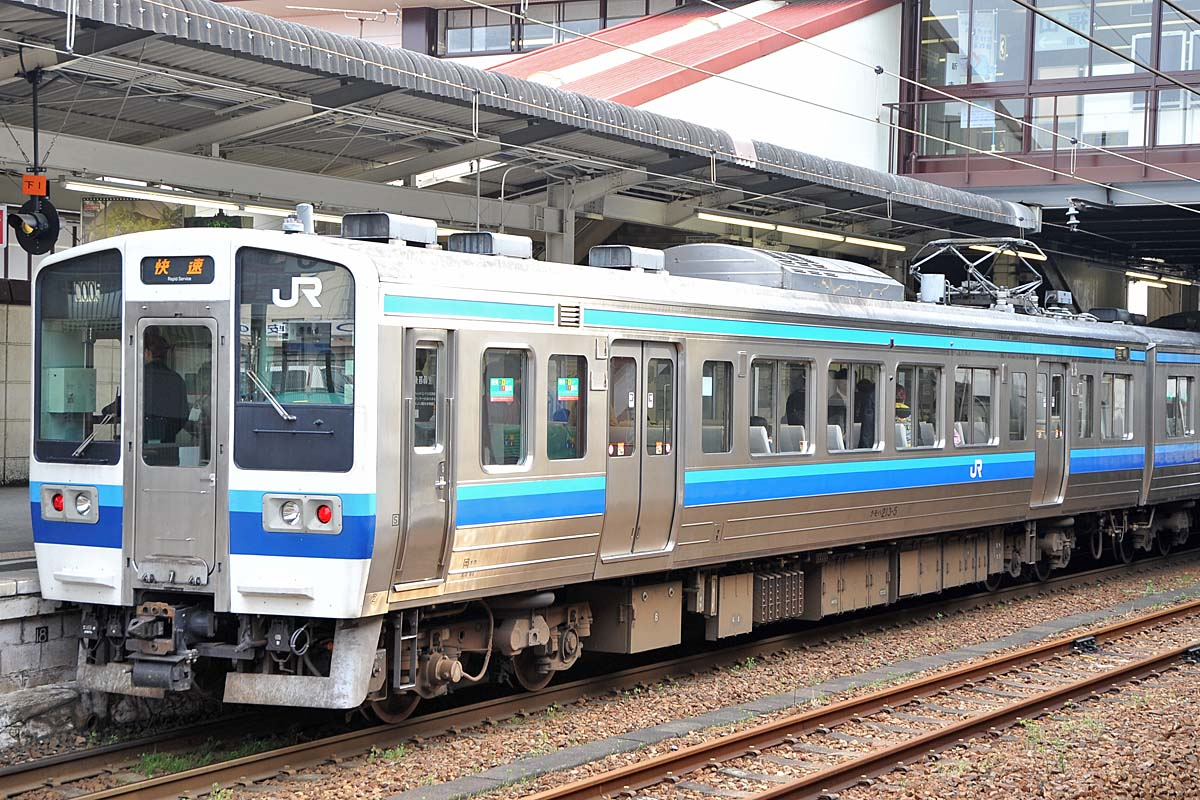
クモハ213-5 （2009年3月28日 新倉敷駅）
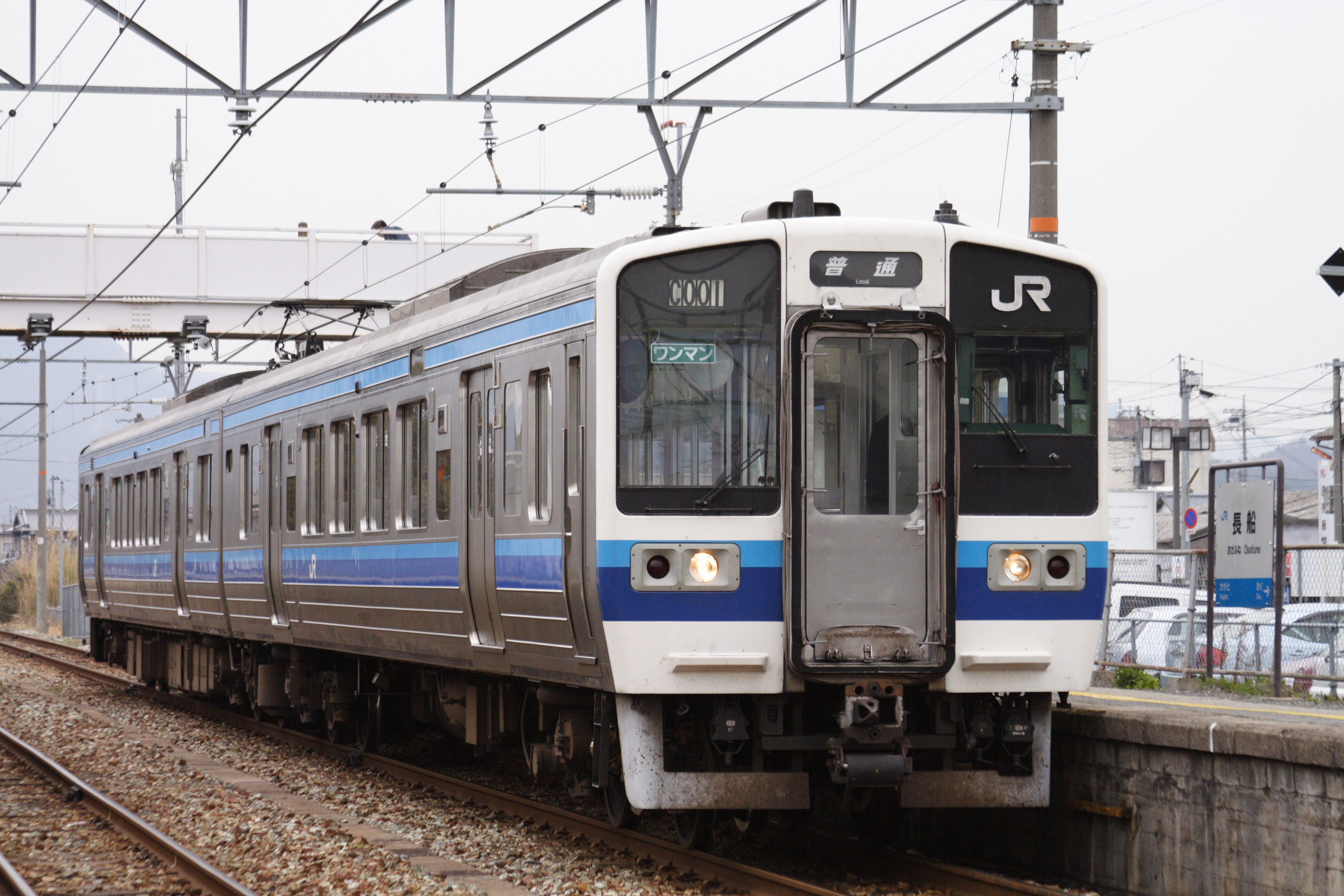
クハ212-1 （C1編成・ワンマン対応車） （2006年4月1日 長船駅）
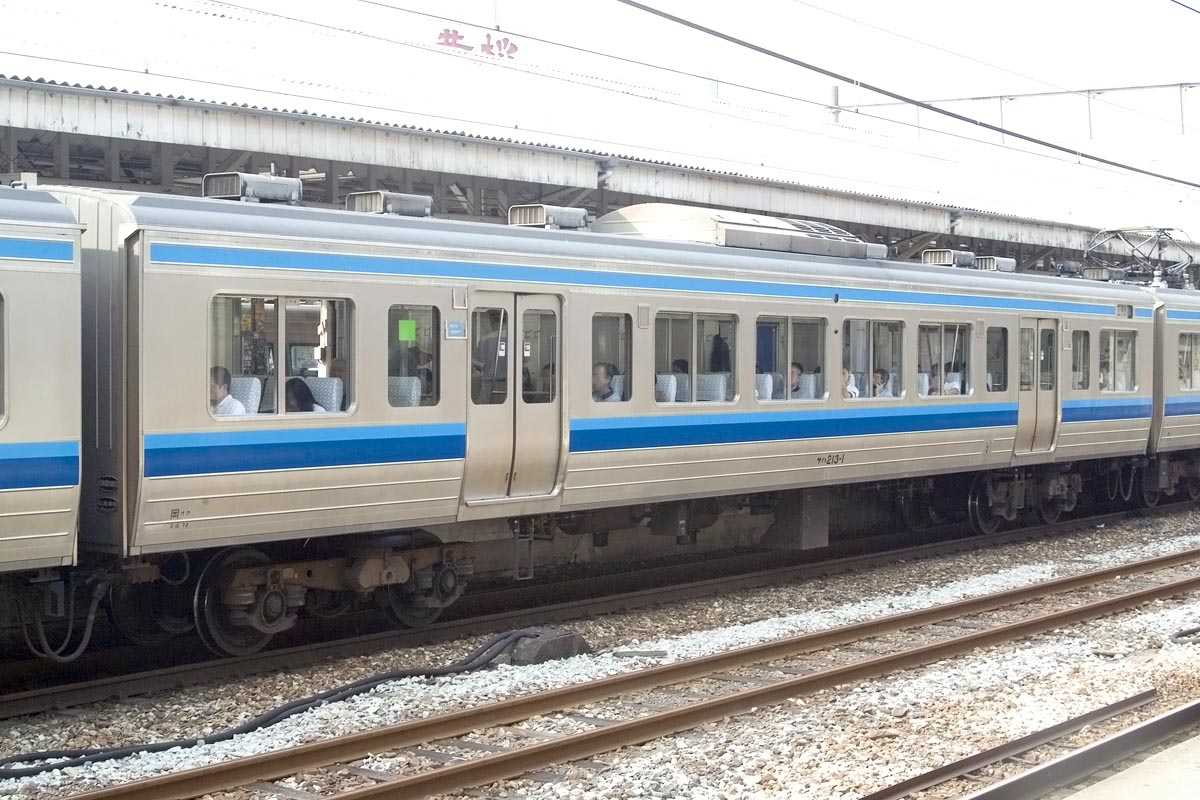
サハ213-1 （2003年9月1日 岡山駅）
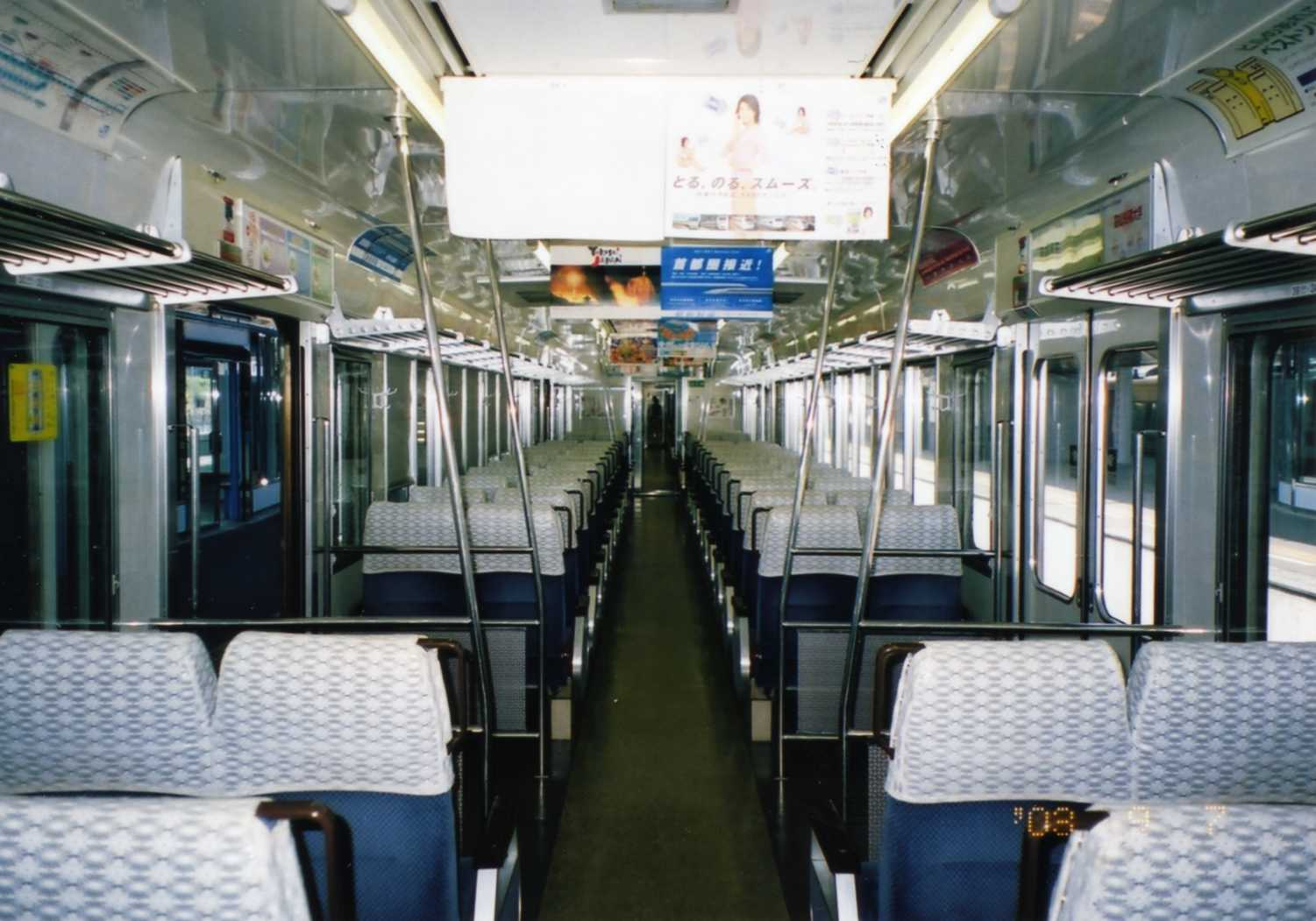
サハ213形車内 （「マリンライナー」運用当時の写真） （2003年9月7日）

#### 瀬戸大橋線用パノラマグリーン車

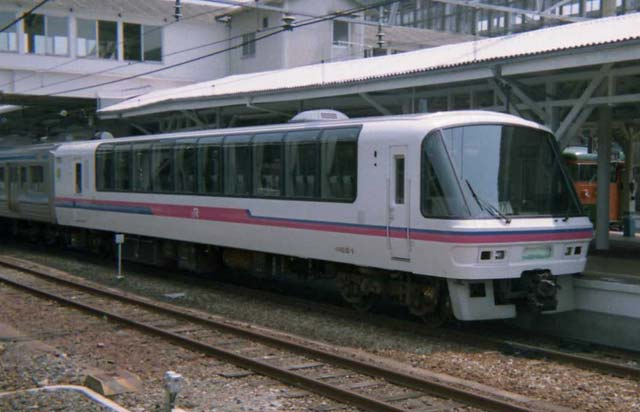
クロ212-1
（岡山駅）

JR西日本が1988年（昭和63年）の瀬戸大橋線開通に合わせて独自に設計した、高松寄りのグリーン制御車である。瀬戸大橋走行時の客席からの眺望に配慮した設計となっており、側窓は屋根肩部にかかる大型の固定窓で、前面も流線型に大型の窓を備えた展望式である。その前面デザインは485系と381系のパノラマグリーン車に多少アレンジを加えつつ踏襲された。車内は床面全体をハイデッキ構造として回転リクライニングシートを装備しており、座席を外側または内側に向けて固定することも可能であった。構造の関係上、車体は普通鋼で製作されており、重量が重いため、台車は強化型の WTR235形 を装着する。冷房装置は床置き形の WAU301形（33,000 kcal/h）×1台を搭載する。
6両が製造されたが、5両は213系との連結用の0番台（1 - 5）で、最高速度は110 km/hである。1両は0番台の予備車でもあり、211系電動車ユニットと編成を組む「スーパーサルーンゆめじ」用の1000番台（1001）で、最高速度120 km/hである。塗装は0番台では白をベースにJR西日本のコーポレートカラーの青と番号順にピンク、黄色、淡緑、オレンジ色、黄緑の各車異なる色の帯を窓下に巻いていた。1000番台は青とピンクだが細帯となっている。
- クロ212-1：■ 桃色帯
- クロ212-2：■ 黄色帯
- クロ212-3：■ 青緑色帯
- クロ212-4：■ 橙色帯
- クロ212-5：■ 黄緑帯（1997年（平成11年）6月の検査時に■ 青緑色帯に変更）

3・5の2両は運用末期、岡山県の民話である「桃太郎」にちなんだラッピング車両となっていた（ベースの色は番号順に青緑、ピンク）。
なお、「スーパーサルーンゆめじ」は、需要に応じて編成中間に213系一般車を連結したり、クロを外した2両を一般車に連結して運行されたことがある。2010年（平成22年）3月7日にさよなら運転を行い退役、同年6月30日付で廃車され形式消滅となった。
| ← 岡山宇野・高松 →       | ← 岡山宇野・高松 →     | ← 岡山宇野・高松 → | ← 岡山宇野・高松 →     |       |
| ------------------------ | ---------------------- | ------------------ | ---------------------- | ----- |
| 一般車編成               | ◇ クモハ213 -#0 （Mc） | サハ213 -#0 （T）  | クハ212 -#0 （Tc'）    |       |
| 一般車編成               | ◇ クモハ213 -10 （Mc） | クハ212 -7 （Tc'） | クハ212 -8 （Tc'）     |       |
| グリーン車 連結編成      | ◇ クモハ213 -#0 （Mc） | サハ213 -#0 （T）  | クロ212 -#0 （Tsc'）   |       |
| スーパー サルーン ゆめじ | ◇ クモロ211 -1 （Msc） | モロ210 -1 （Ms'） | クロ212 -1001 （Tsc'） |       |
| スーパー サルーン ゆめじ | 211系                  | 211系              | 213系                  | 213系 |

### 5000番台
国鉄時代、いわゆる国電の設定がなかった名古屋地区では、近郊輸送は並行する私鉄がシェアの大半を占めていたが、その中でも関西線の走る桑名・四日市方面は近畿日本鉄道（近鉄）の独擅場であった。国鉄分割民営化後にJR東海はこれらの競合私鉄路線に対抗すべく、ダイヤや車両の改善に着手した。本番台は、関西線の輸送改善にあたり老朽化した165系を置き換えるために開発された。
1989年（平成元年）から1991年（平成3年）にかけて2両編成×14本（28両）が投入された。2024年（令和6年）4月1日現在、全車が大垣車両区に配置され、飯田線で活躍している。
構造は0番台を基本としながらも、同社の211系5000番台に準じた仕様の変更がなされている。また当初から2両編成（1M1T）でサハ213形は存在せず、同社では3両編成に2M1Tの211系5000番台が投入されている。静岡地区で使用されている2両編成用のクモハ211形6000番台のシステムは、本番台と共通である。また、211系以降に製造・使用されているJR東海の一般型電車各系列との併結・一括制御が可能である。
車内は乗降口から外側の車端部がロングシートとなり、転換クロスシートは扉間の8列のみとされ、ドア横には1両あたり4箇所8席分の補助席が設けられた。クハ212形のトイレ設備は省略された。前面列車種別（行先）窓は、211系5000番台と同様の天地寸法が大きいタイプとなった。側面行先表示幕は、211系5000番台2次車と同様の天地寸法の狭いタイプであったが、2次車以降は天地寸法が拡大された。戸閉め車側灯については、211系5000番台と同じく小丸形の物が採用されている。空調関係では、0番台で省略されていたラインデリアが本番台では設置されている。
冷房装置はインバータ制御による集約分散式（C-AU711D-G4形×2台）に変更された。
空気圧縮機や冷房装置、添加励磁装置、補機類の電源が直流600 Vとなったため、補助電源装置が C-SC27形 DC-DCコンバータ（GTOサイリスタおよびダイオード使用、連続定格出力90 kW）に変更された。さらに、C-SC27形DC-DCコンバータの直流600 Vを電源とし、補機類に直流・交流100 Vを供給するために C-SC31形 制御用補助電源装置を搭載する。電源電圧の変更により、添加励磁装置も C-HS65形 に変更された。
空気圧縮機は短編成化による容量適正化を考慮し、MH3094-C1000MLを搭載する。主電動機は内扇形構造や冷却風通期構造の改良を施した C-MT64A形 で、性能は0番台の MT64 と同等である。台車は牽引装置をZリンク方式とした C-DT56（動力台車）および C-TR241（付随台車）とされ、ブレーキに応荷重装置が付加された。
JR東海管内の在来線電化区間全線に対応するため、クモハ211形5600番台と同様にパンタグラフは狭小限界トンネル対応の C-PS24A形 とされ、取付部が20 mm低くされた。

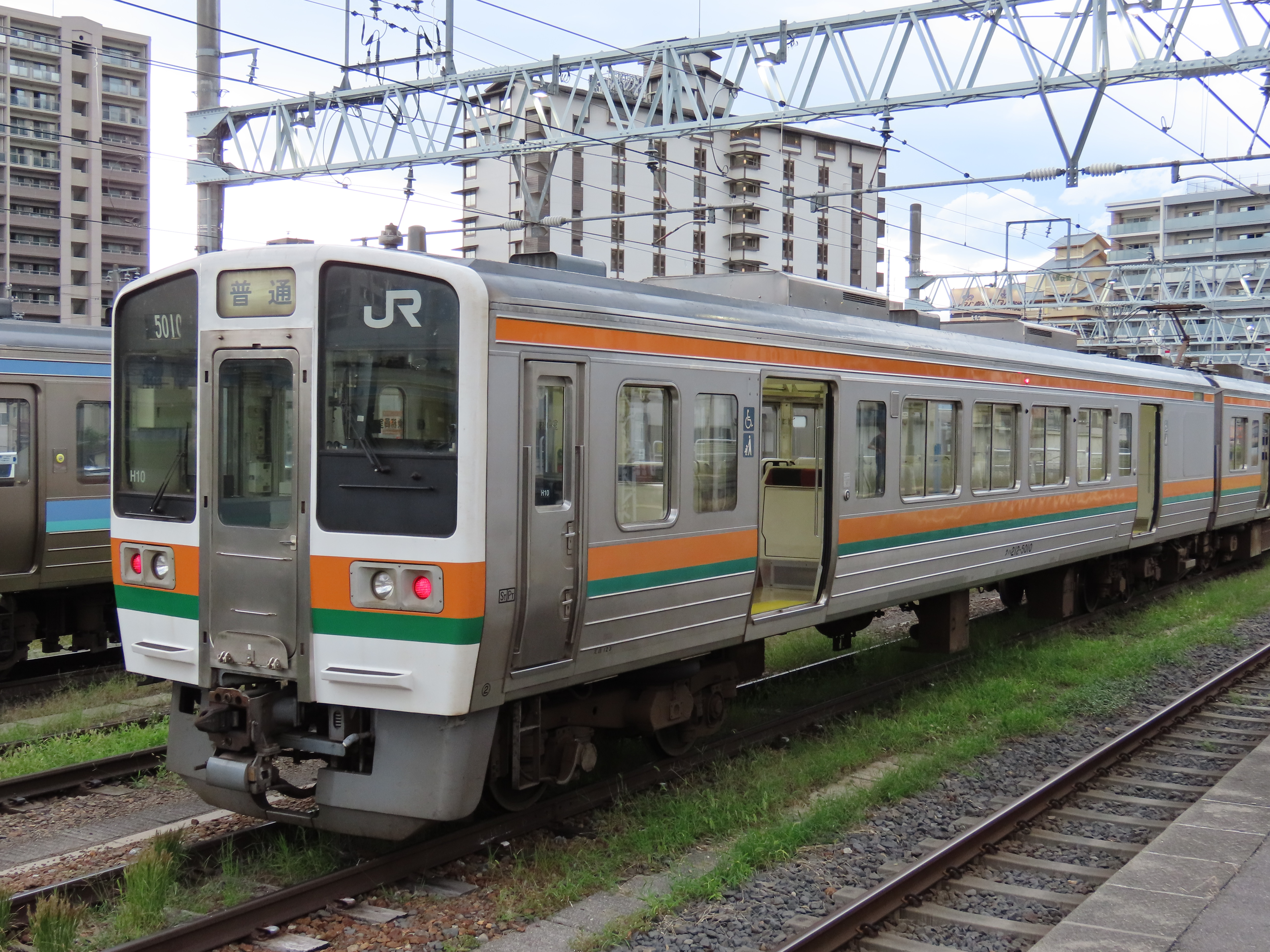
クハ212形5000番台
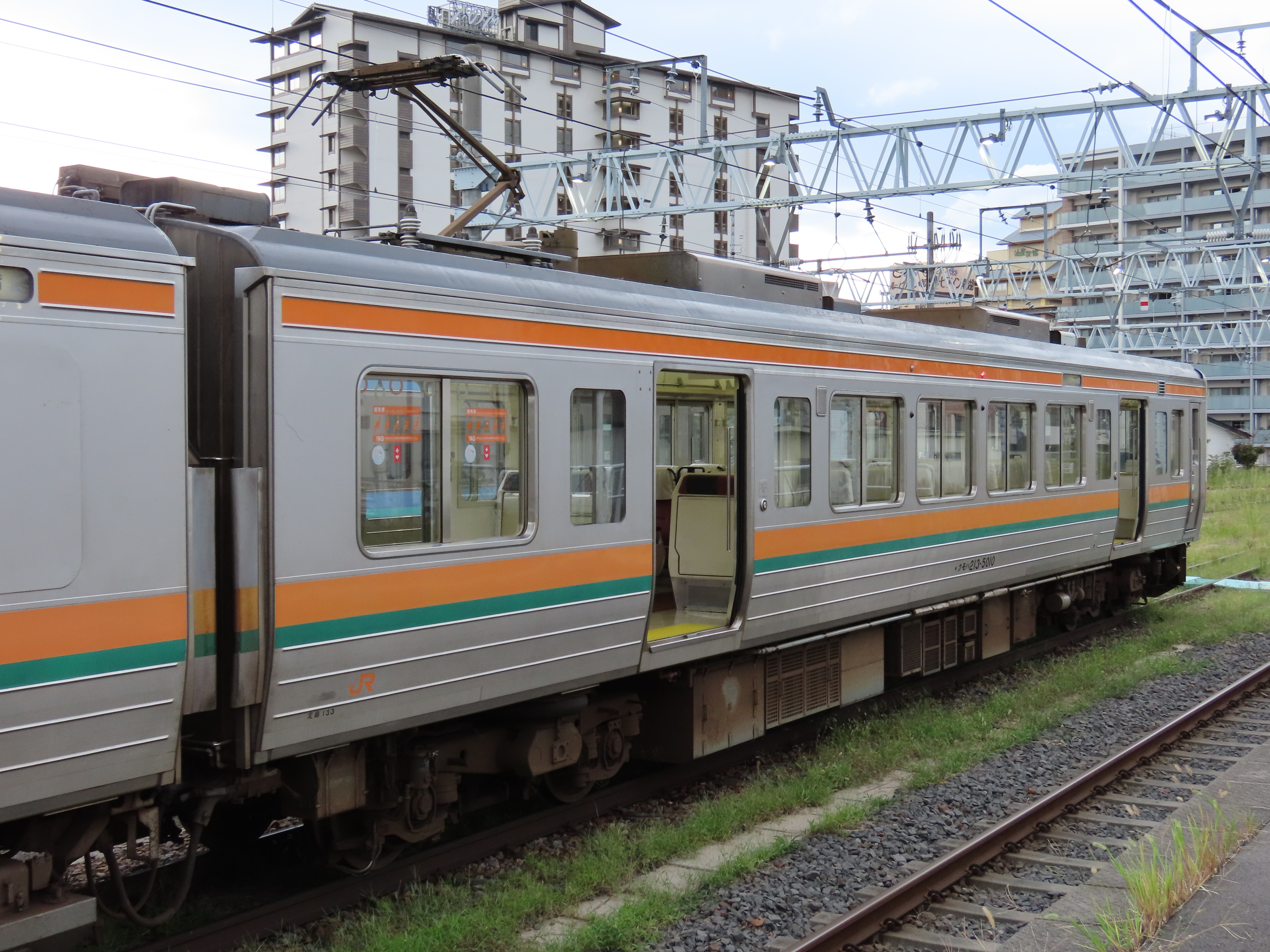
クモハ213形5000番台
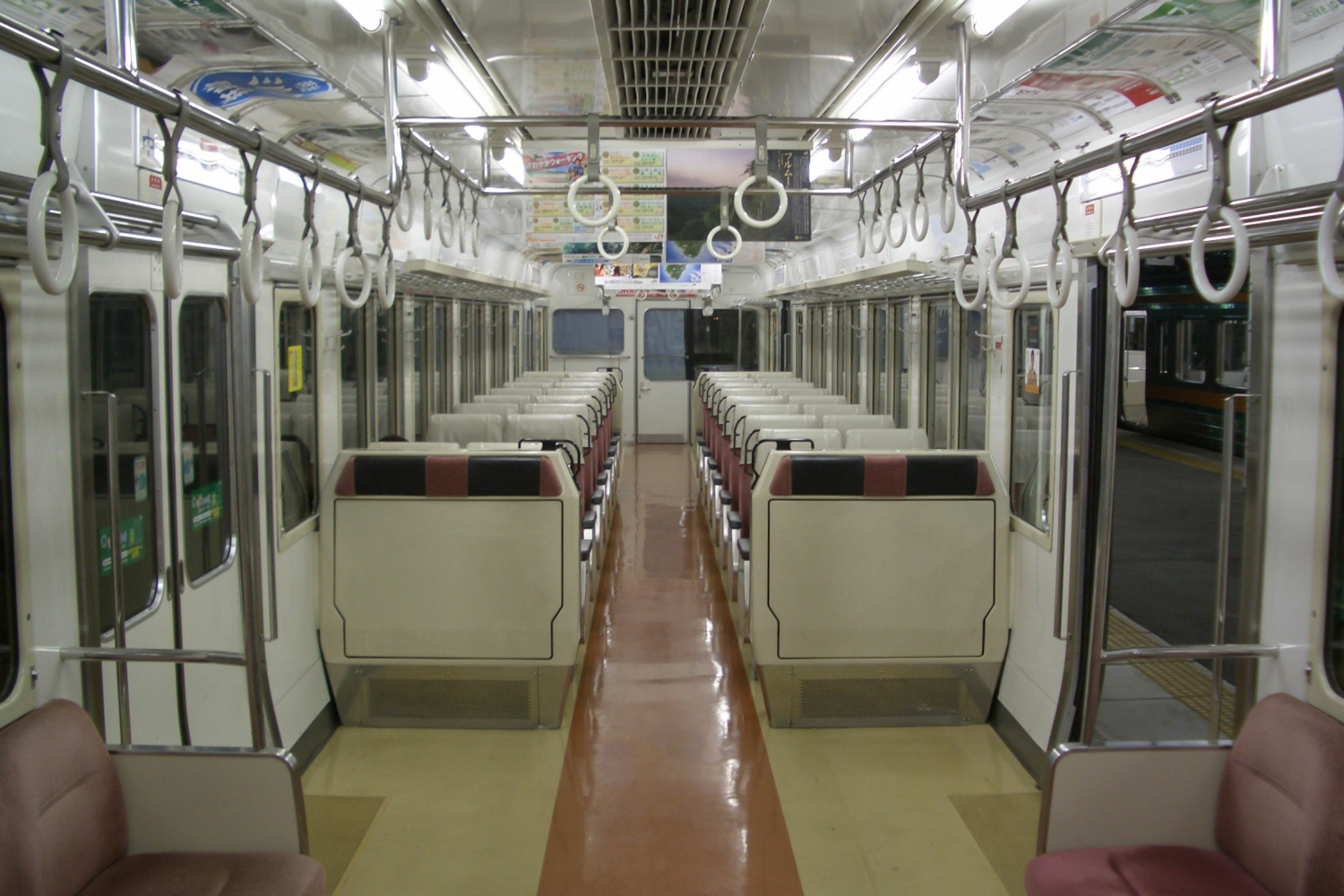
車内

| ← 豊橋辰野 →               | ← 豊橋辰野 →           |
| -------------------------- | ---------------------- |
| ＜ クモハ213 -#5000 （Mc） | クハ212 -#5000 （Tc'） |

## 改造工事

### JR西日本

#### 先頭車化改造

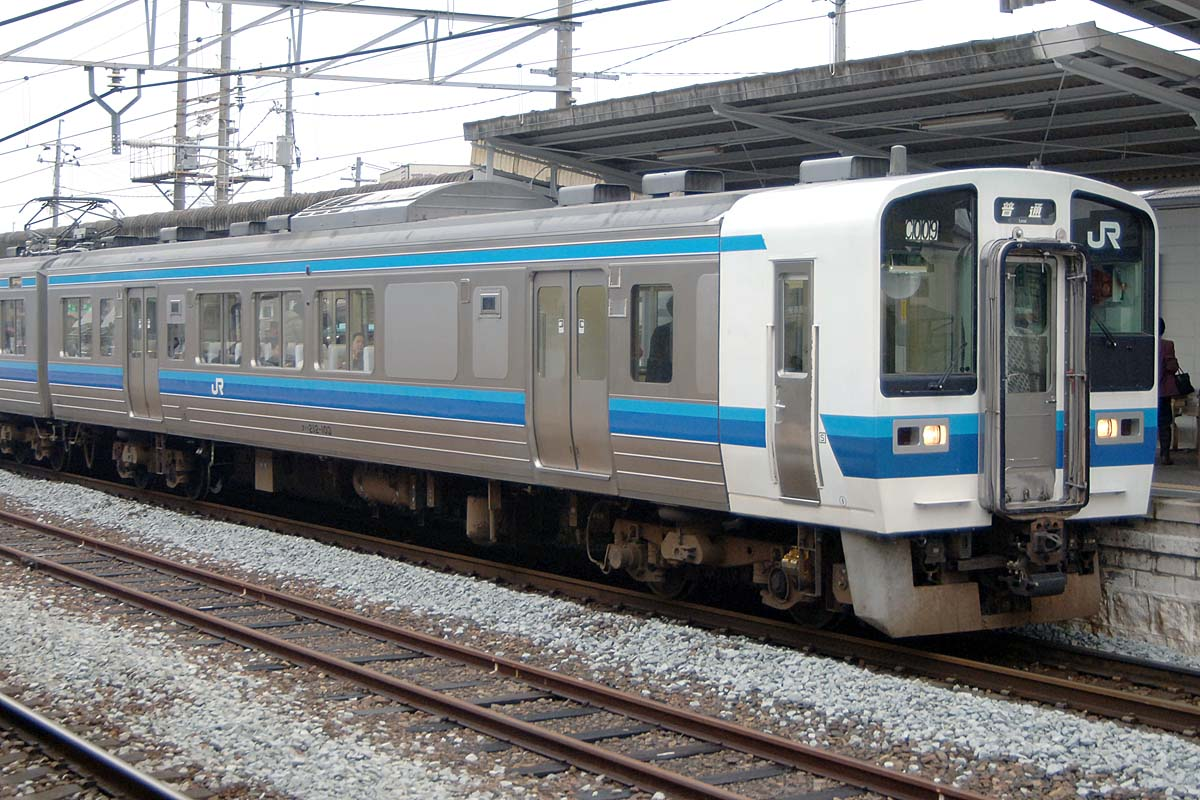
クハ212-103
車体中央の窓が埋められている部分にトイレを設置している。
（2006年3月18日 庭瀬駅）

2003年（平成15年）の「マリンライナー」置き換えに伴う編成替えにより、サハ213形から5両が制御車に改造され、クハ212形100番台となった。当初は4両改造の予定であったが、計画変更で1両追加された。
車体を端から1,900 mm分、台枠のみを残して切断し、普通鋼で新造された運転台が取付けられた。そのため、新造車（クハ212形0番台）と比べて側面の白塗りの部分が長い。運転台形状は新造車に基づくが、後退角のない切妻形が特徴である。また、前照灯・尾灯形状が新造車の「四角枠に丸灯」から「四角枠に四角灯」に、排障器（スカート）は改造時より鉄板が太く厚い強化型を装備する。
全車がワンマン運転対応であり、同社のキハ47形ワンマン車のように運転台から前部客用扉までの座席が全て撤去されている。トイレは0番台のような車端部ではなく、前部客用扉の直後に車椅子対応の大型のものが設置され、対向側のスペースも車椅子利用者のために座席が撤去されフリースペースとされた。これらのことから着席定員は減少している。
番号の新旧対照は次のとおり。
- サハ213-7 - 11 → クハ212-101 - 105

#### 試験車「U@tech」

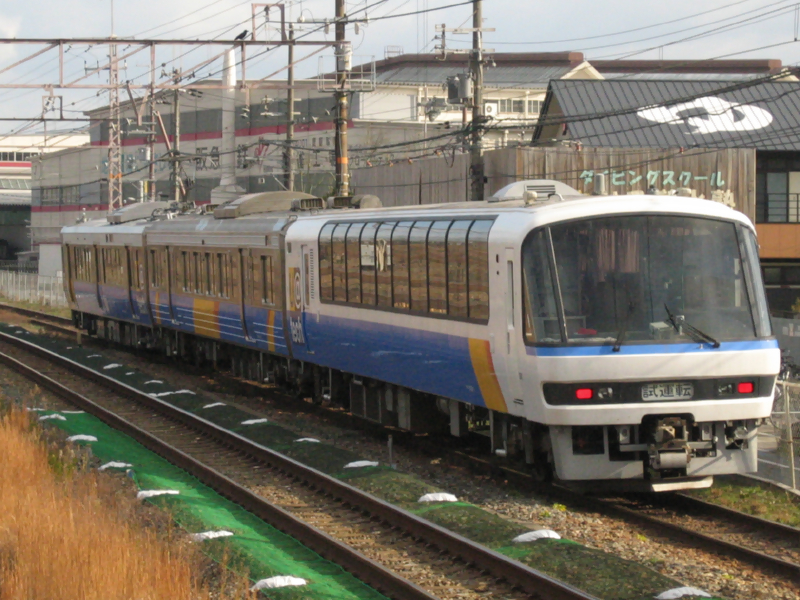
クヤ212形
（2006年12月26日 岸辺駅付近）

「マリンライナー」離脱後、編成替えで余剰となったクロ212-1およびサハ213-1が在来線試験車両「U@tech」に改造されたものである。車体塗色は青系統のラッピングに変更され、室内は座席が一部撤去された上で各種測定用の機器が設置されている。
牽引車は、223系クモヤ223-9001が務める。223系の最高速度は130 km/hであること、新型台車の試験を行うこと、異なる系列との連結を行うことから、機器類は改造や交換がなされた。また、雨天時の走行を再現するための装備として、サヤ213形の室内に水槽と散水装置が搭載された。
2004年（平成16年）10月22日付で車籍を抹消（機械扱い）されたが、2007年（平成19年）3月31日付で車籍を登録した。その後、吹田総合車両所に配置され、車体端には同車両所の所属であることを示す「近スイ」の文字が表記されている。
2019年（平成31年）3月31日付で、クヤ212-1とサヤ213-1を含む「U@tech」が廃車となった。
| ← 米原下関・園部 →         | ← 米原下関・園部 → | ← 米原下関・園部 →  |
| -------------------------- | ------------------ | ------------------- |
| ＞ クモヤ223 -9001 （Mzc） | サヤ213 -1 （Tz）  | クヤ212 -1 （T'zc） |

#### 観光列車「ラ・マル・ド・ボァ」

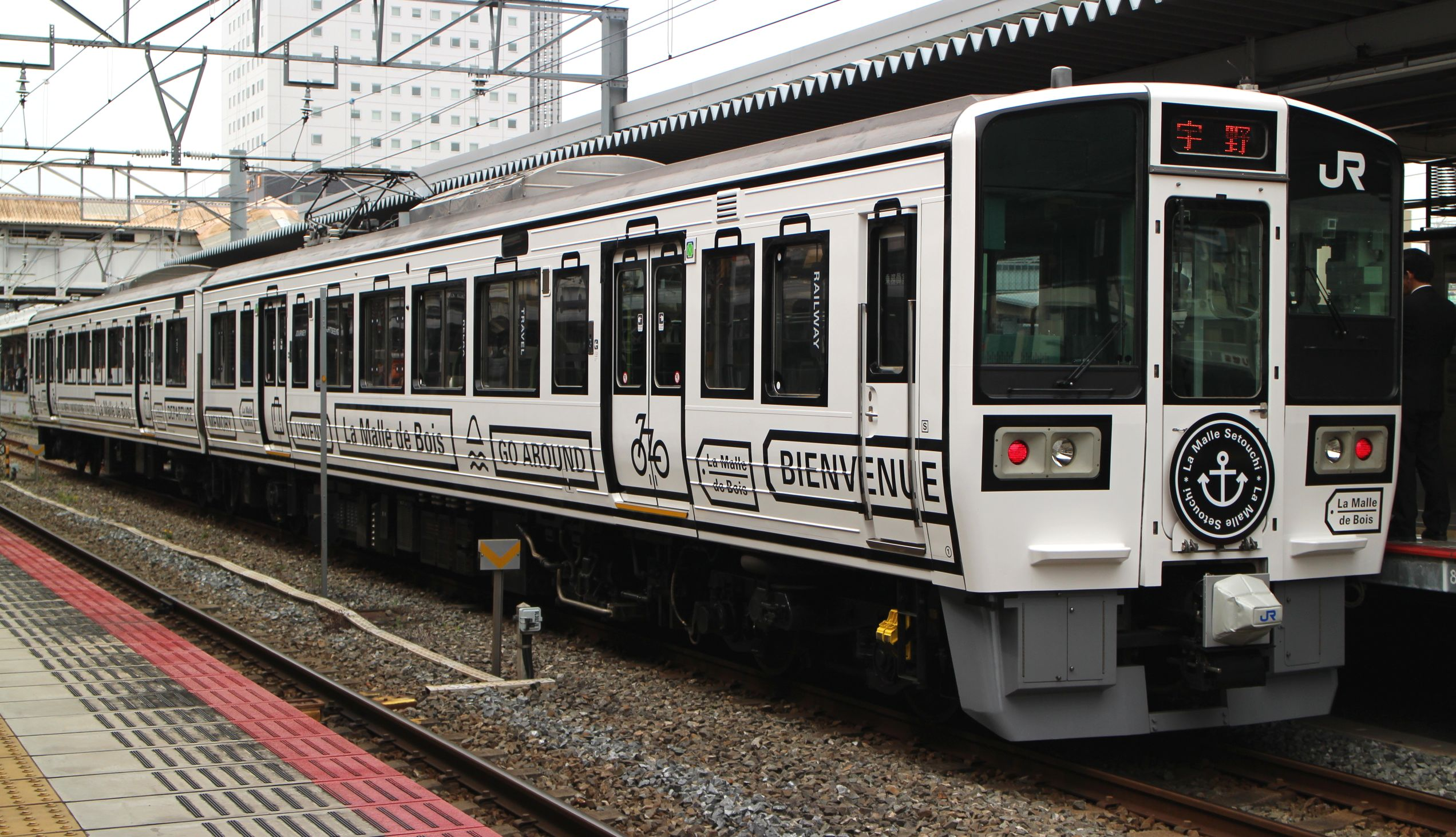
岡山駅停車中の
「La Malle de Bois」

JR西日本岡山支社では、2016年（平成28年）春の「晴れの国おかやまデスティネーションキャンペーン」（以下、岡山DC）および「瀬戸内国際芸術祭2016」、岡山市内の「IMAGENEERING ART PROJECT」などに合わせ、213系1編成2両を改造した観光列車「La Malle de Bois（ラ・マル・ド・ボァ、フランス語で「旅行かばん」の意）」を導入した。
種車はクハ212-4・クモハ213-4の2両で、新たに7000番台の番台が付与され、クロ212-7004+クモロ213-7004に車番を変更、編成番号もLA1編成となった。
外装は白を基調として、車内には自転車などを組み立てた状態で搭載することが可能なサイクルスペースが設置され、地域の特産品とコラボしたグッズや飲料などの販売を新たに設置したサービスカウンターで行っている。編成定員は全席グリーン指定席で52名。
2019年（平成31年）2月9日 - 11日には京都鉄道博物館で展示が行われた。
2024年（令和6年）4月1日現在、下関総合車両所岡山電車支所（旧：岡山電車区）に配置されている。
| ← 日生三原・宇野・琴平 → | ← 日生三原・宇野・琴平 → |
| ------------------------ | ------------------------ |
| ◇ クモロ213 -7004        | クロ212 -7004            |

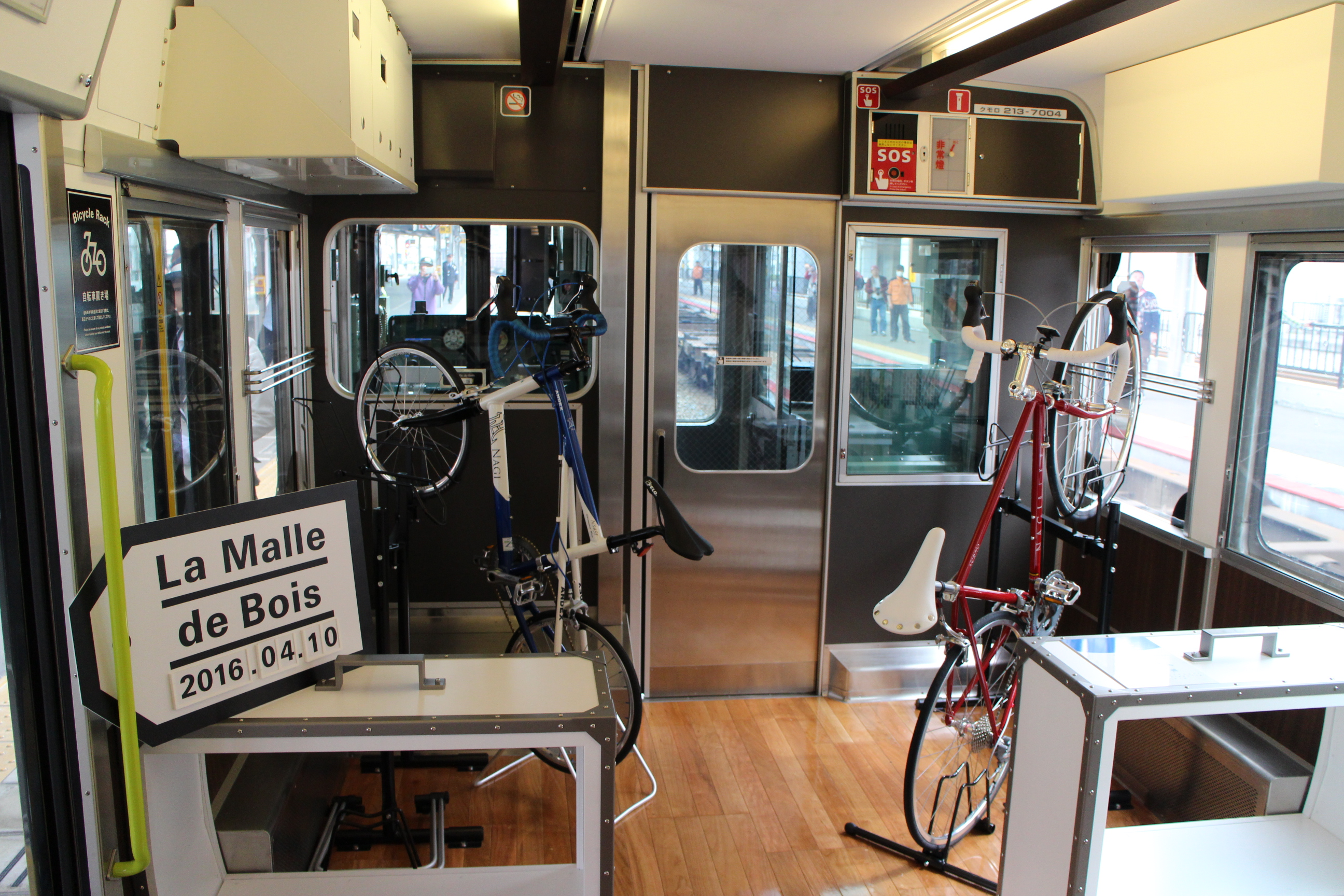
サイクルスペース
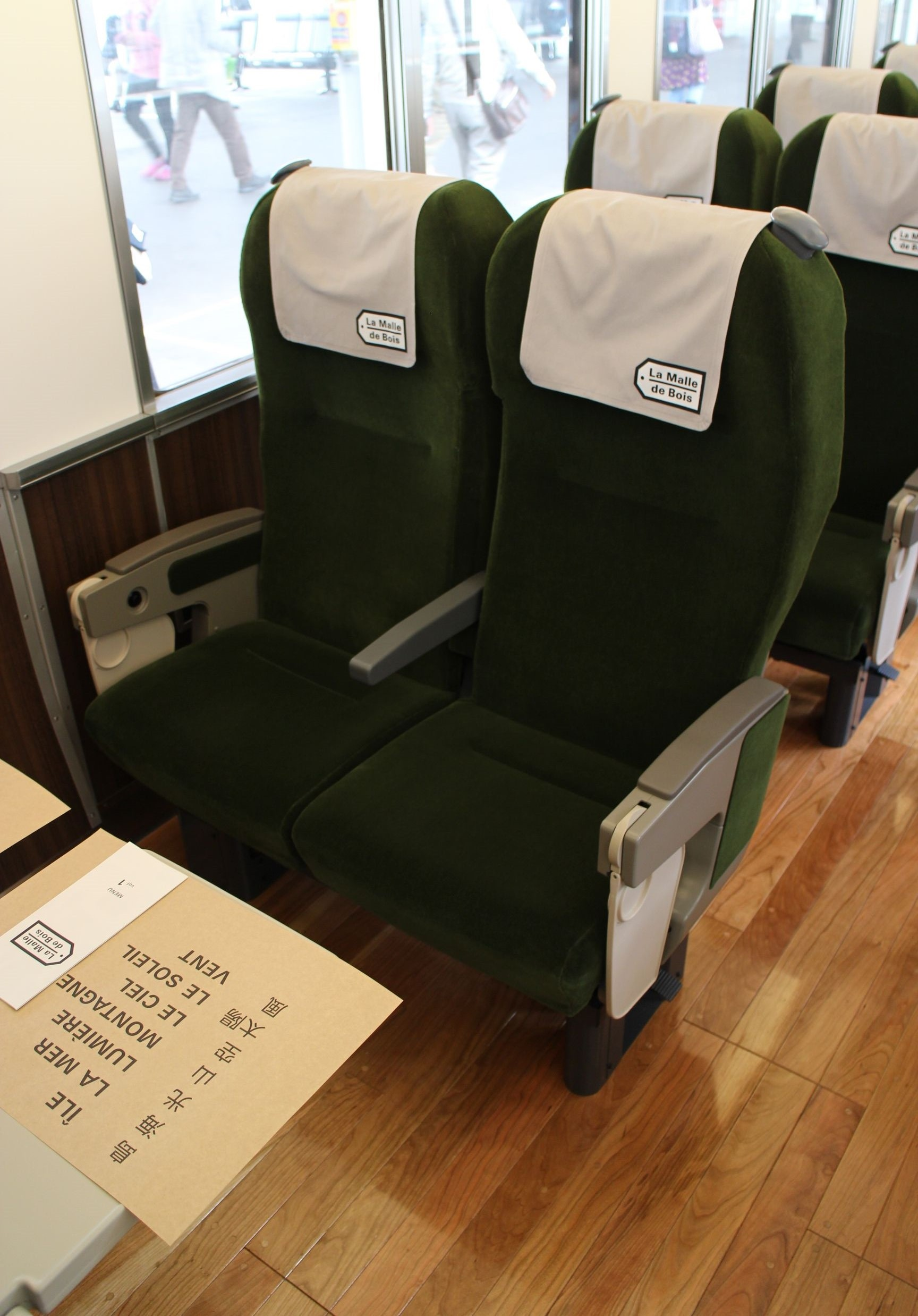
グリーン席
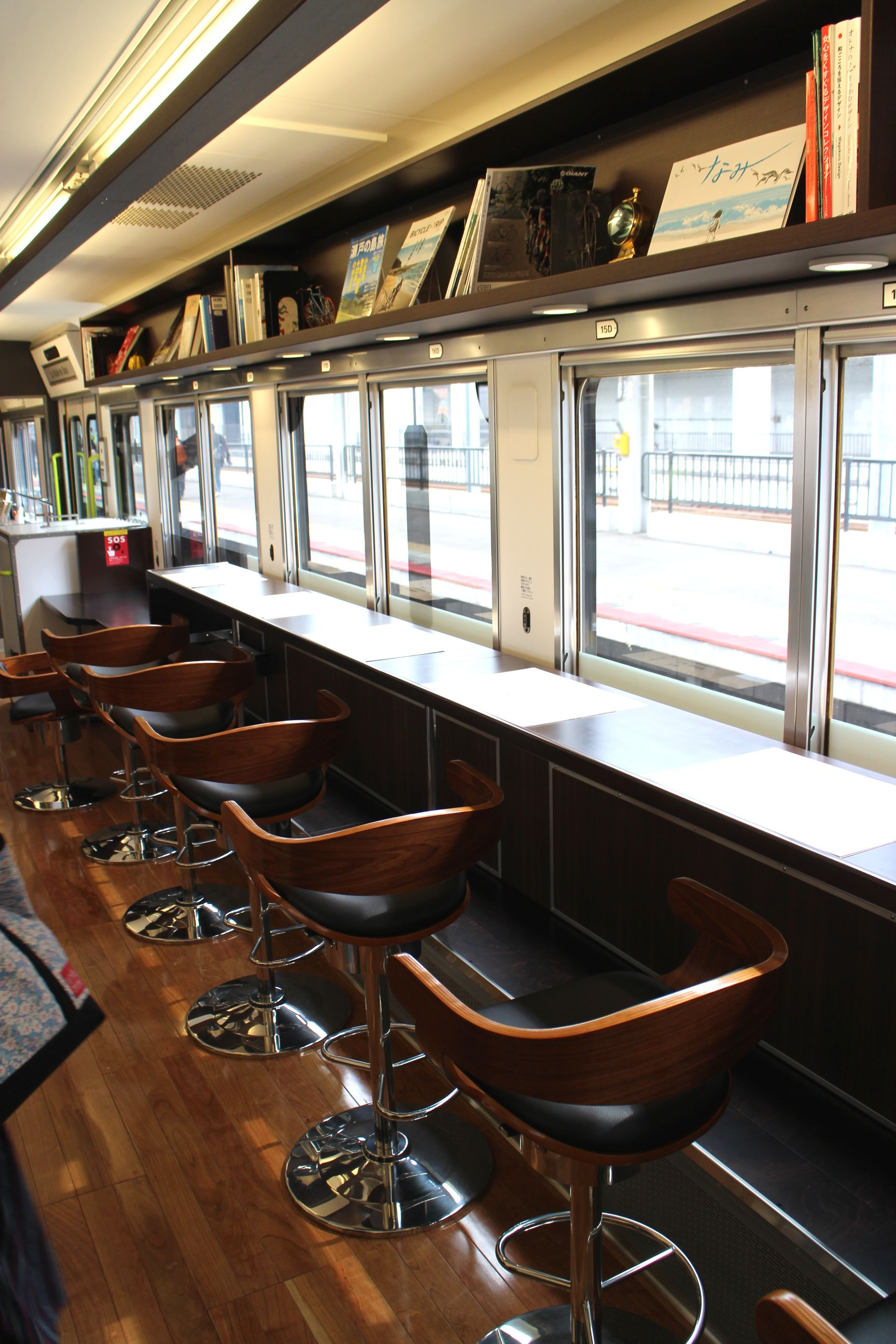
カウンター席

#### ワンマン化
「マリンライナー」運用から外れた後は、クロ212形組み込みの5本からクロ212形が抜き取られ、同時にサハ213形への運転台取付改造が行われ2両編成化され、全車普通車編成7本のうちの3本からサハ213形が抜き取られ2両編成化された。これにより2両編成化された計8本にワンマン運転対応改造が行われた。改造工事が2003年（平成15年）10月から約1年かけて吹田工場（先頭車化改造+ワンマン改造）と網干総合車両所（ワンマン改造のみ）で順次対象となる編成に実施された。2両編成は全てワンマン対応車となり、戸袋窓上半分が塞がれてワンマン表示機（ワンマン運転時に出入り口を表示）が設置されている。
改造途中は暫定的に大阪寄りからMc-Mc-T-Tc'の4両編成も2本存在したが、対象車の改造が終了した現在は、3両編成×4本（Mc-T-Tc'×3（C04 - 06編成）、Mc-Tc'-Tc'×1 （C12編成））、2両編成（Mc-Tc'）×8本（C01 - 03・07 - 11編成。ワンマン改造併施）に組替えられ、クロ212形3両（1両は保留）とサハ213形2両が廃車となっている。なお、C12編成は通常は3両編成で運転されるが、2両編成が検査等で不足する際にはクハ212-7を抜いた2両編成で運用される。

#### 体質改善工事
JR西日本が施工する旧形車の延命と接客設備改善のための体質改善工事で、JR西日本に所属する213系全28両についても、2012年（平成24年）にC8編成が吹田総合車両所で体質改善工事を施工したのを皮切りに、2015年（平成27年）までに全編成の工事が終了した。
工事内容は以下の通り。
- 通風器撤去
- スカートの変更
- 車内のつり革と手すり、座席モケットを225系に準じたデザイン・材質へ更新
- 吊り手の増設
- 袖仕切りの大型化
- 和式トイレを車椅子対応の洋式トイレに変更（100番台は先頭車化時に施工済み）
- 乗降口床面の黄色塗装
- 車椅子スペースの整備
- ドアチャイムの設置
- 乗降扉のガラスを単板ガラスから複層ガラスに変更
- 乗降扉に半自動機能の追加
- 行先表示器のLED化
- 乗降扉の上にLED式の車内案内表示装置を配置
- 乗務員室と客室との仕切り扉を引き戸に変更

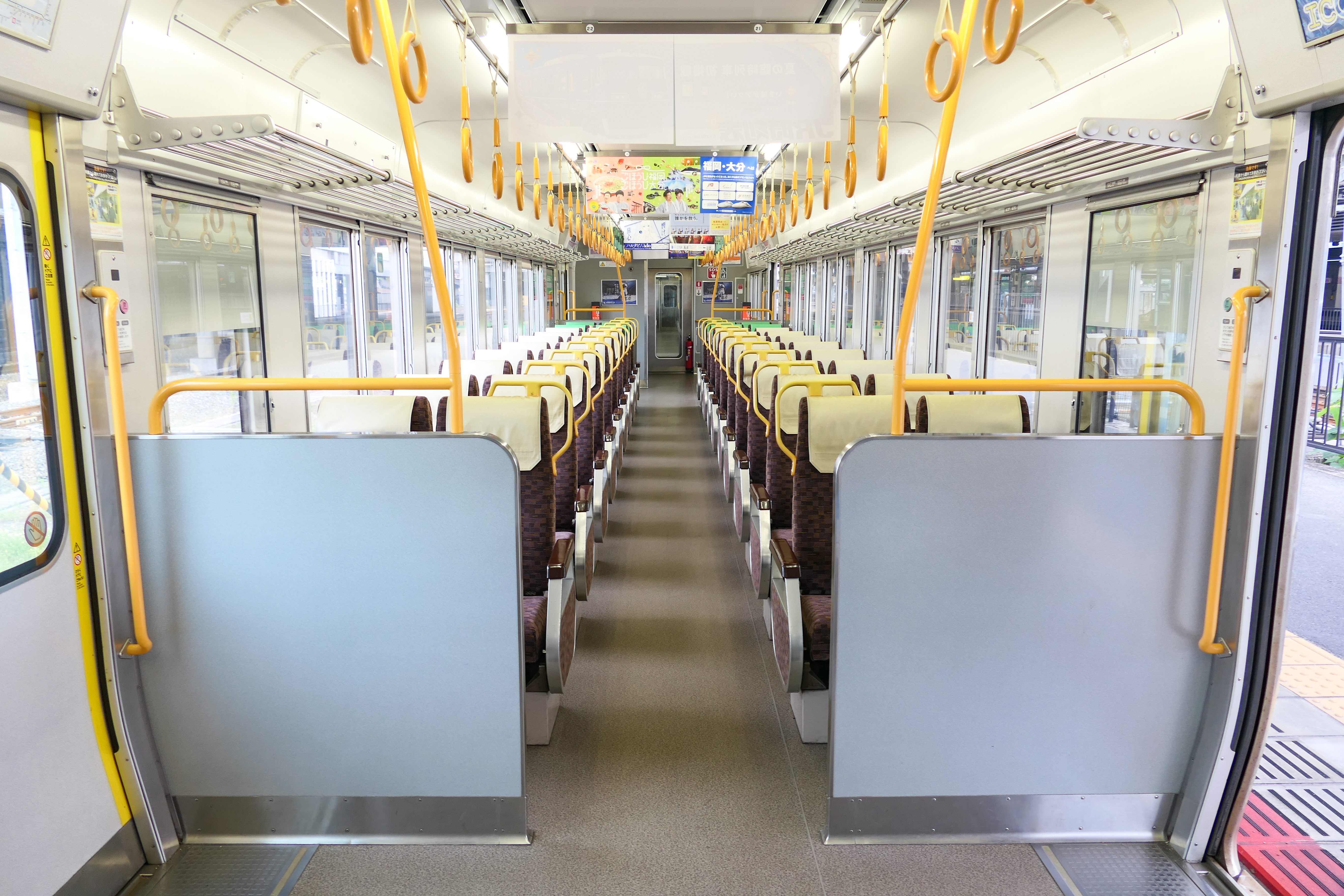
車内
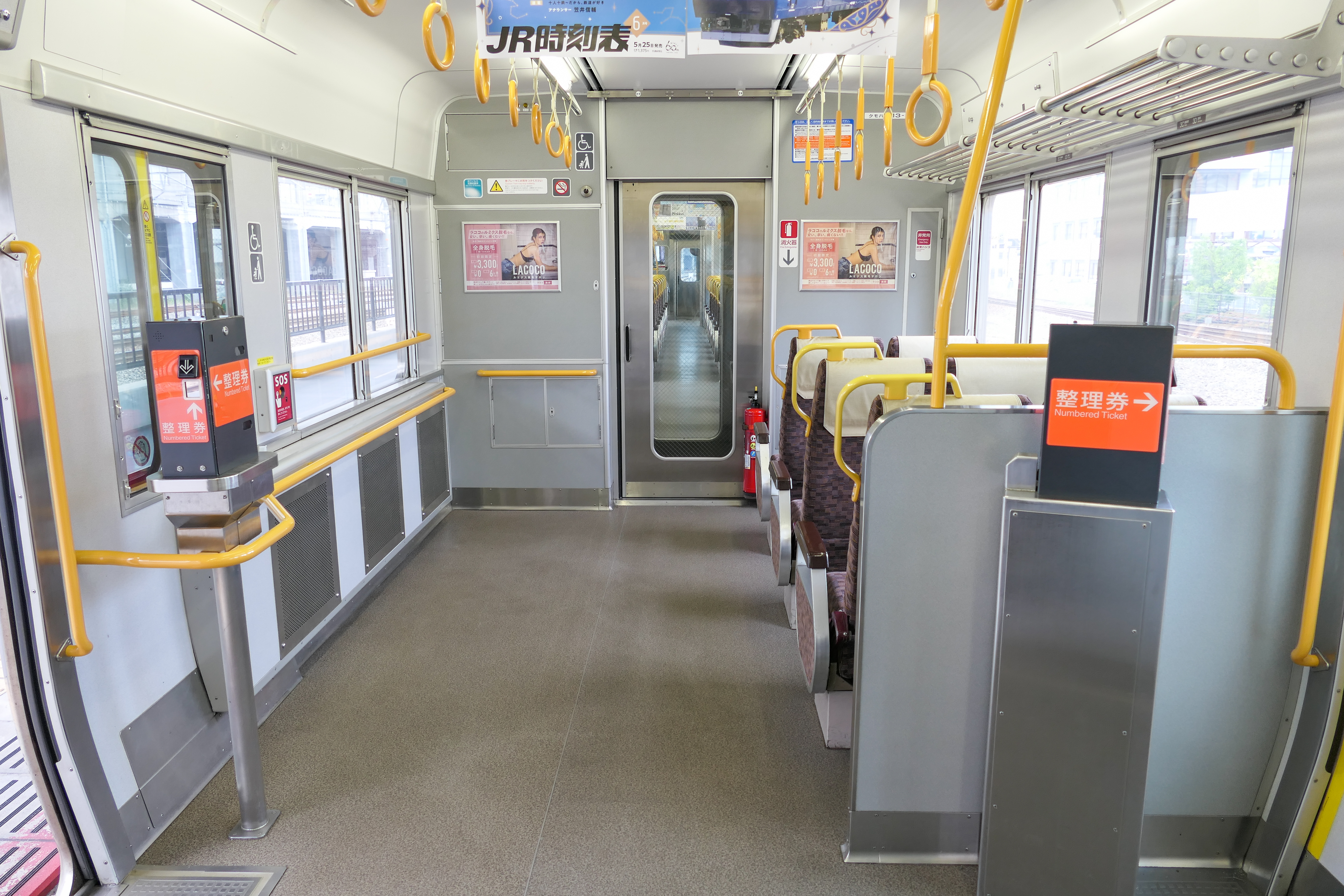
車いすスペース
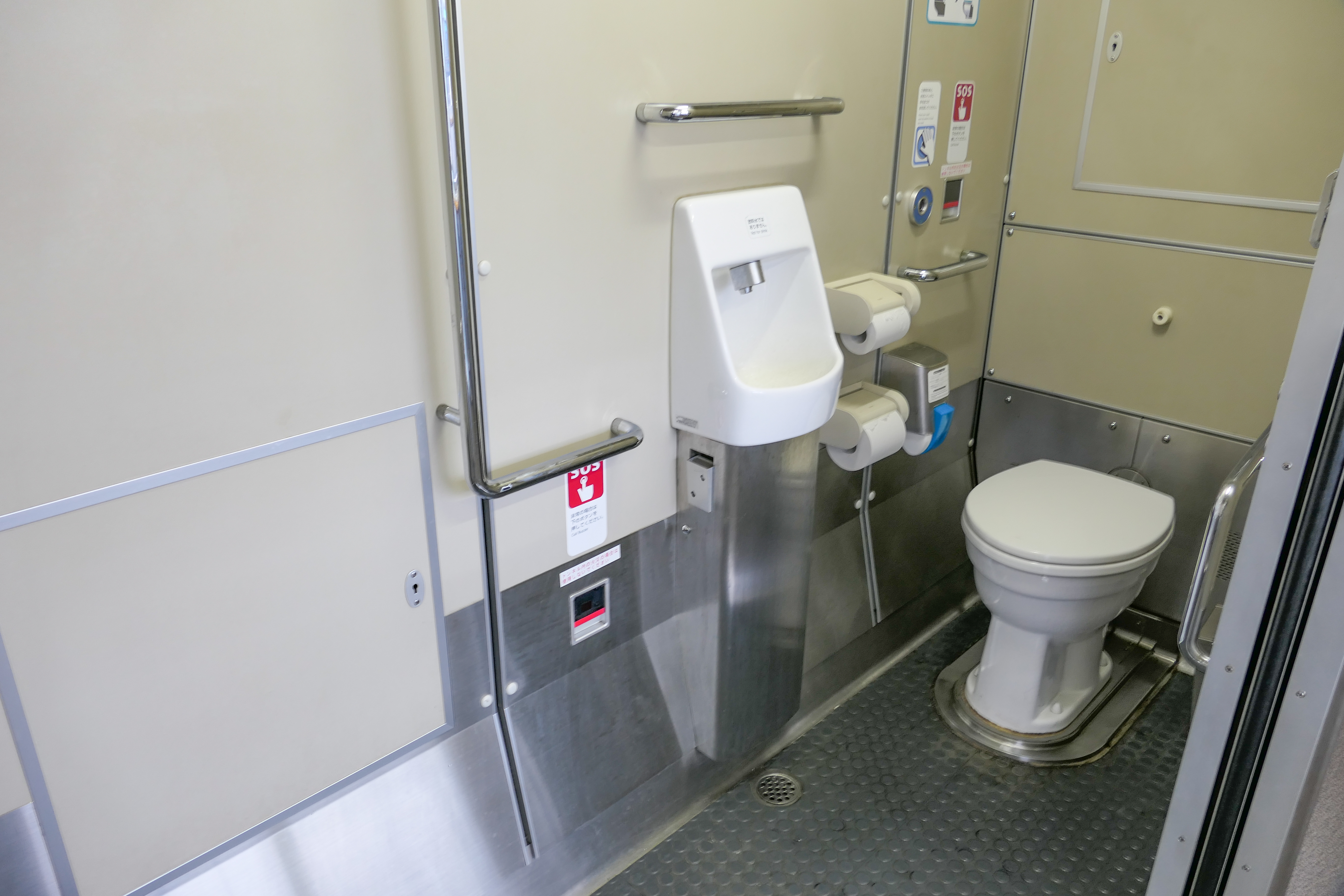
トイレ
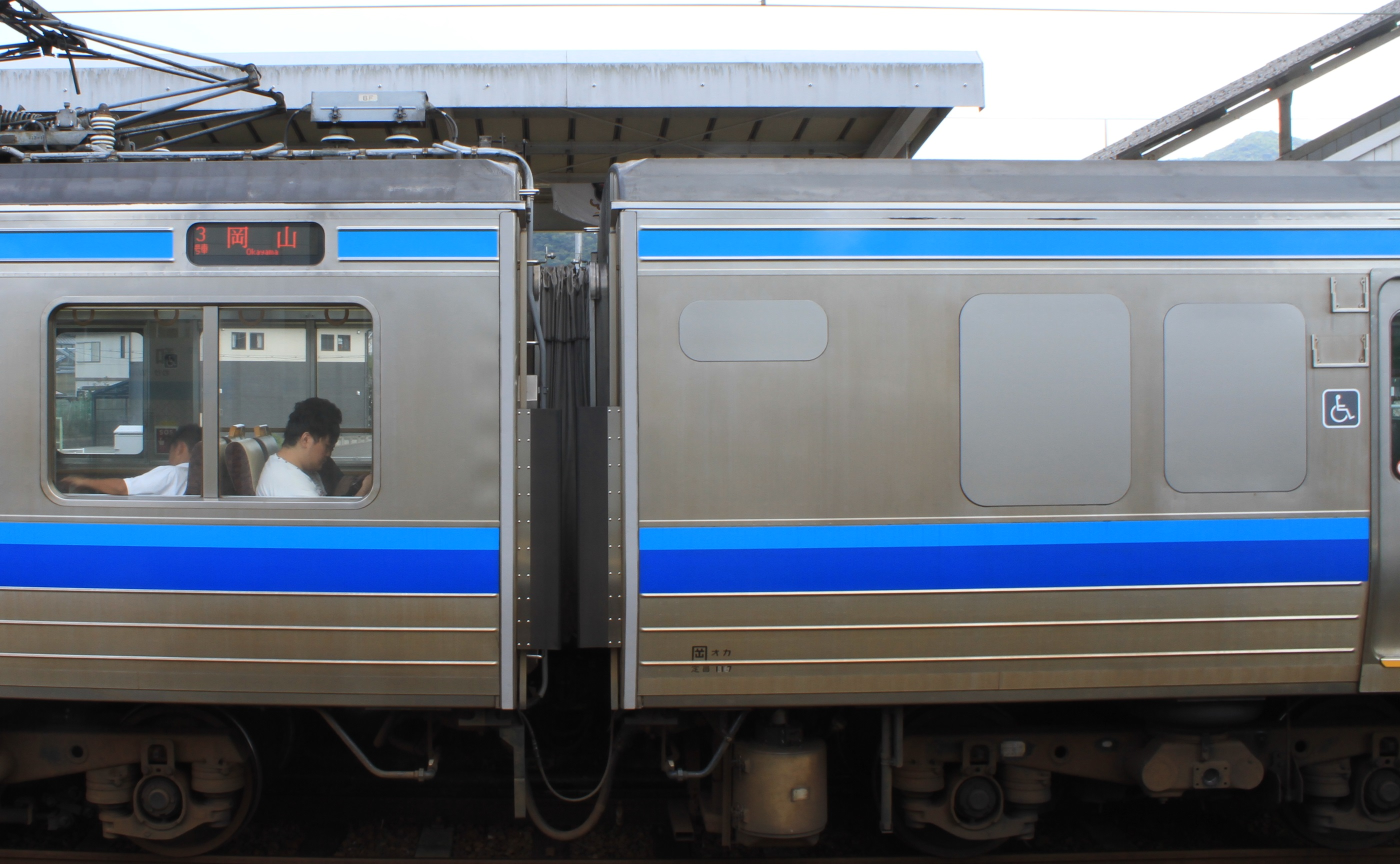
トイレの車いす対応洋式化と拡張により鉄板で閉鎖された窓枠
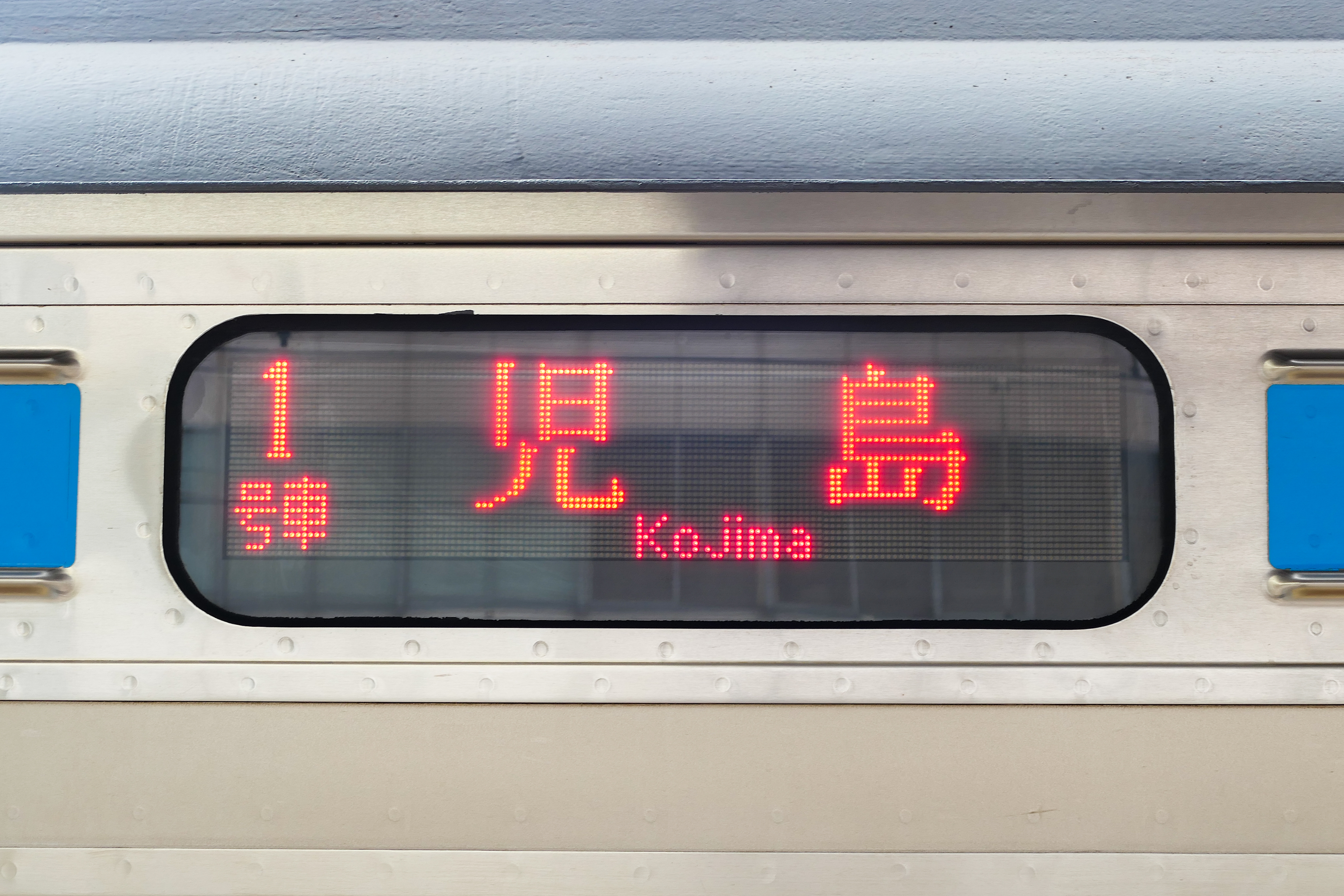
LED式行先表示器
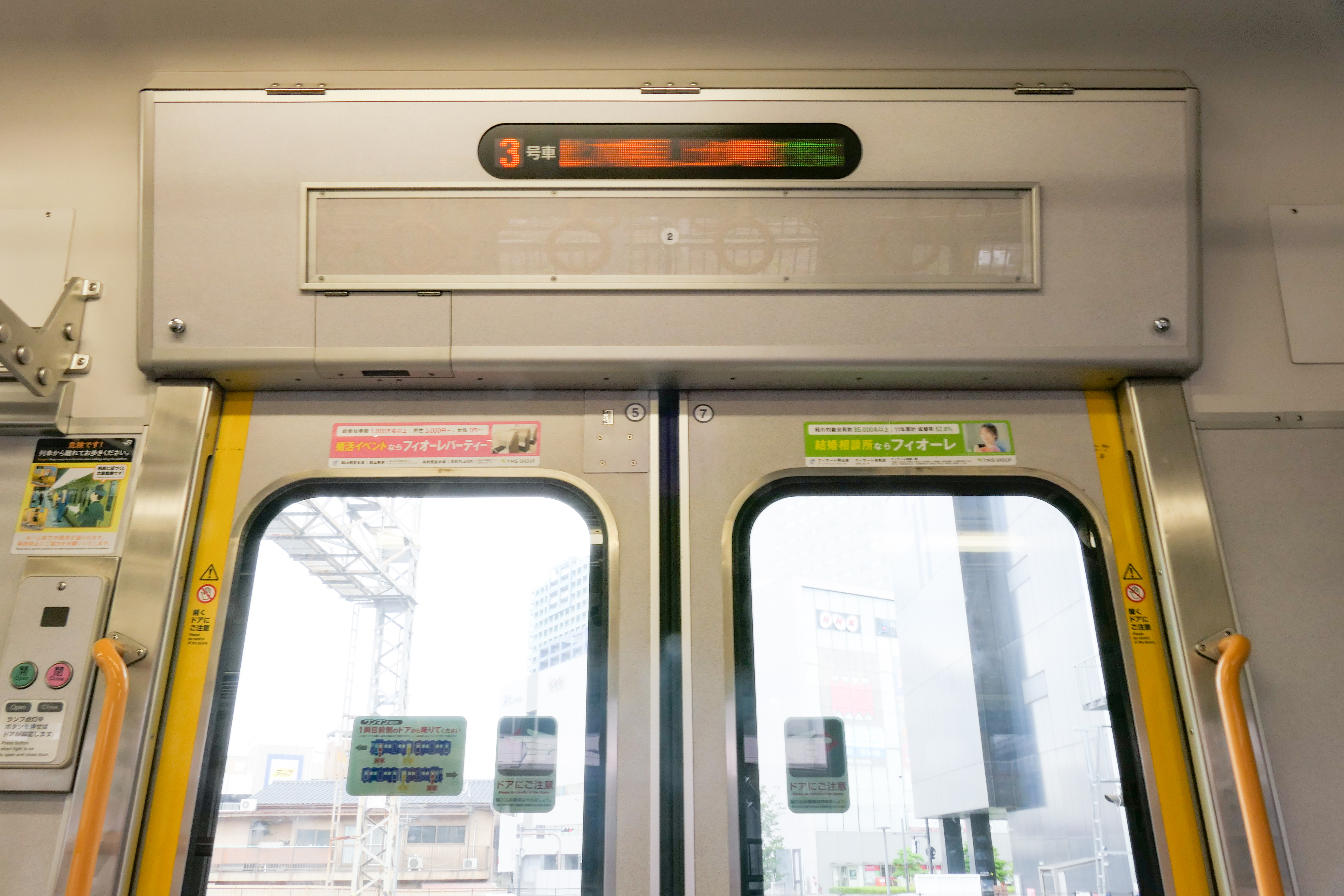
LED式車内案内表示器

### JR東海

#### 313系導入以降
313系の導入以降、全編成を対象に以下の工事を施工した。
- パンタグラフをシングルアーム型に交換
- 転落防止幌の取り付け
- クハ212形の運転室直後のロングシート1区画を撤去し、車椅子スペースを整備
- ドアチャイムの新設
- ATS-PT装置の新設

#### 飯田線転用
2011年（平成23年）からは飯田線への転用改造のため近畿車輛に甲種輸送され、改造第一陣は2011年（平成23年）4月21日に近畿車輛を出場した。改造内容は次のとおり。
- クハ212形にバリアフリー対応の大型トイレを設置し、その正面部分に車椅子スペースを増設[注 5]。
- 乗降扉に半自動回路を追加（押しボタン式）。
- 先頭台車に滑走防止用のセラジェット装置設置。
- 補助席の撤去。

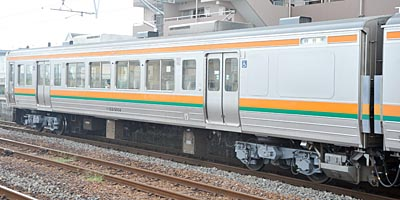
トイレ設置などの改造工事を受けたクハ212-5004
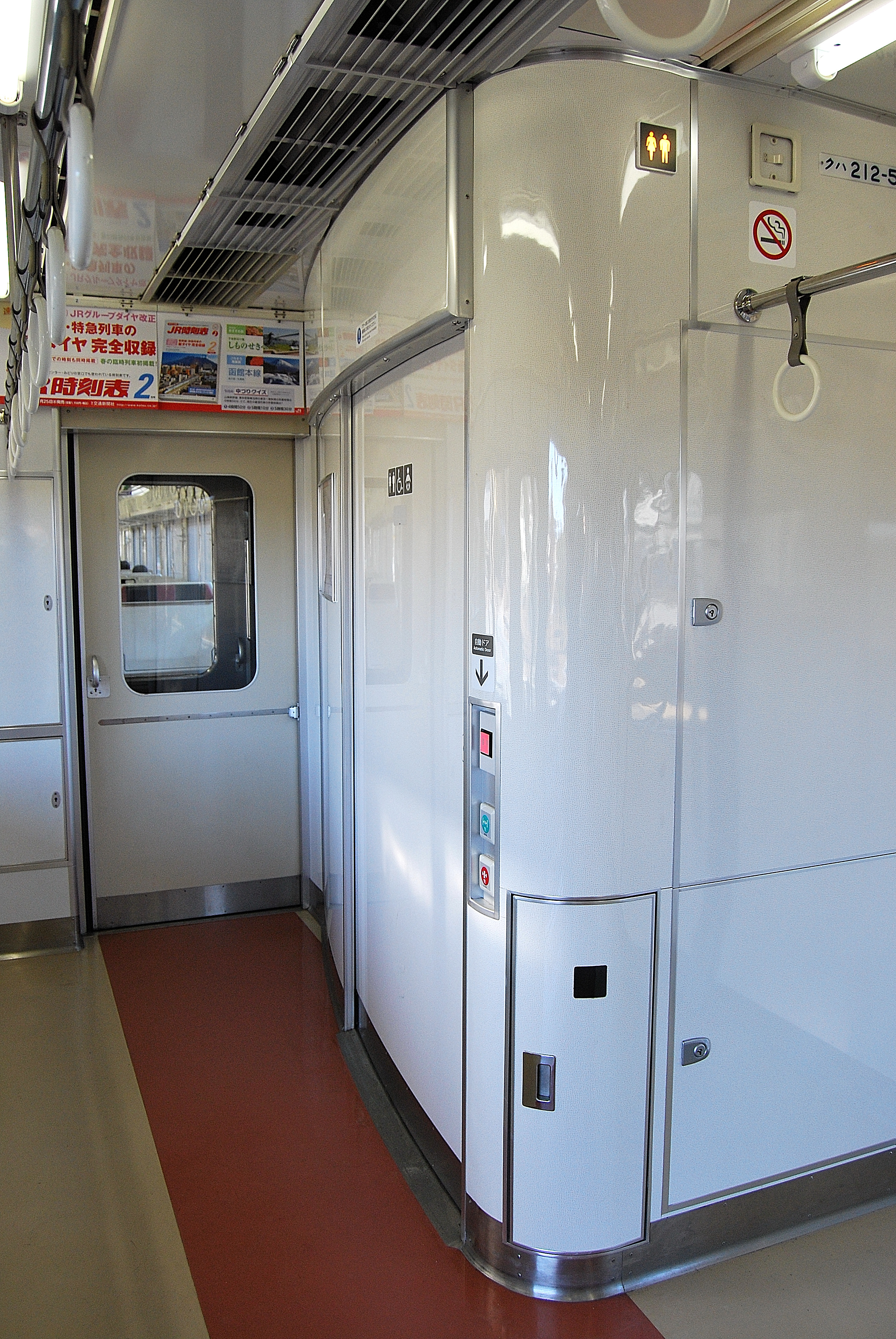
バリアフリー対応の大型トイレ
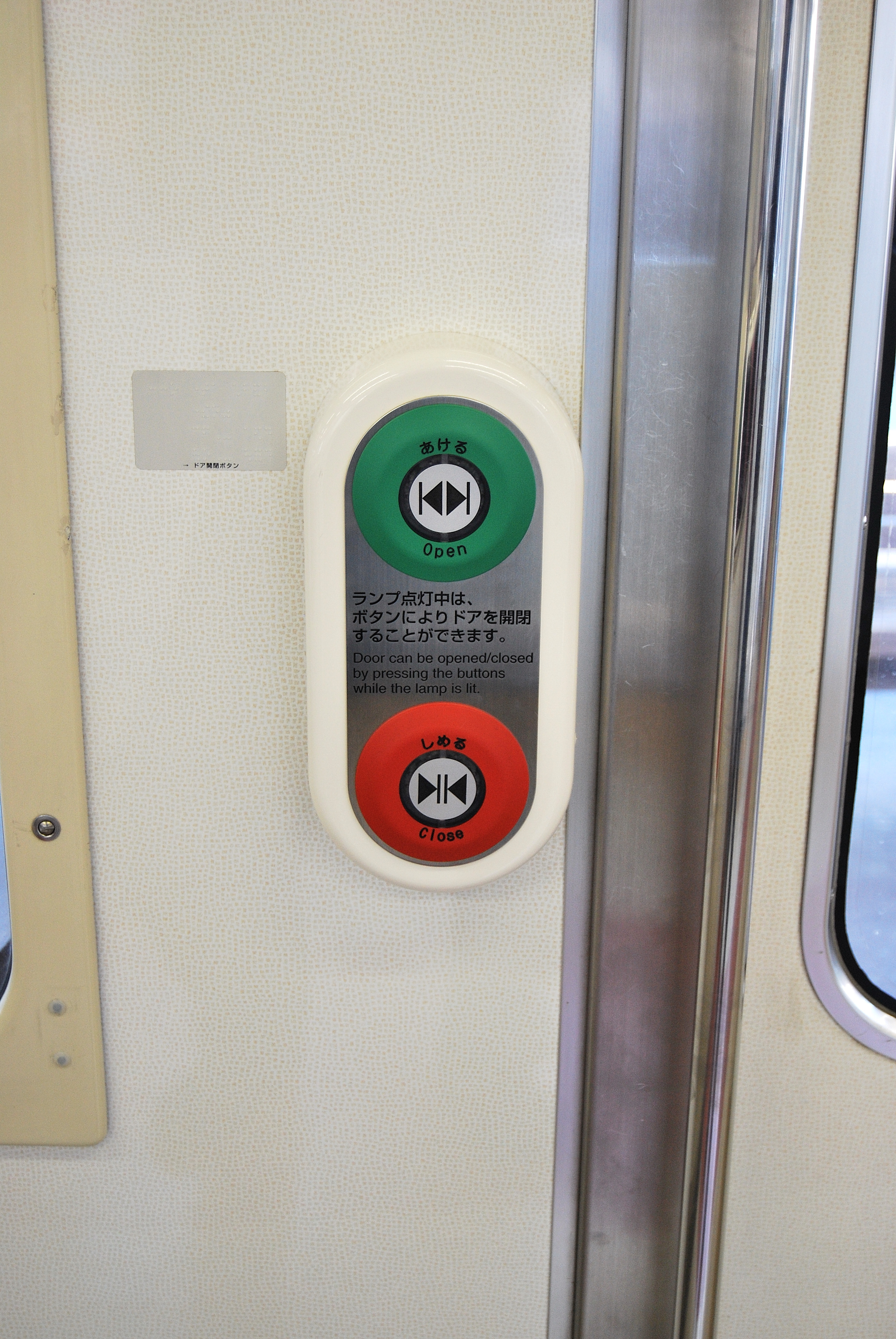
乗降扉の開閉ボタン

## 運用

### JR西日本

#### 宇野線・瀬戸大橋線
国鉄分割民営化直前の1987年（昭和62年）3月より213系0番台の運用を開始し、宇野線の快速列車「備讃ライナー」に投入された。営業では3両編成を3本連結した9両での運用を基本とし、通常は9両編成を2本使用、残る3両編成×2本は予備車とし、多客期には12両での運用も見られた。1988年（昭和63年）の瀬戸大橋線開業後は快速「マリンライナー」に使用され、パノラマグリーン車も連結された。
「ゆめじ」編成を「マリンライナー」で使用する際は、運行開始当初はクハを2両連結しているC12編成のクモハの前にクモロ211-1+モロ210-1を連結して11両編成というのがあったが、それ以外ではC12編成を分割し、クモロ211-1+モロ210-1+クハ212-8、クモハ213-10+クハ212-7+クロ212-1001の編成で運用していた。特に後者はC07 - C11編成が検査入場中などに多く見られた。クハ212-7は営業運転で先頭に立つことはなかった。
瀬戸大橋線以外では、1998年（平成10年）10月まで山陽本線快速「サンライナー」の1往復（時期により下りのみ普通列車の場合あり）で三原駅まで運用されていた。これは21時台に岡山駅から三原駅まで走り、その後折り返し普通福山行きとなって福山駅で滞泊し、翌朝「サンライナー」として岡山へ戻った後に「マリンライナー」の運用に入るというもので、クロ212形グリーン車も締切扱いとせずグリーン車自由席として営業運転された。
瀬戸大橋線開業以来15年間変わらず同区間を走行していたが、開業ブームが過ぎると年々瀬戸大橋線の利用客が減少傾向となっていたこと、塩害による床下機器の故障が増えていたこと、JR四国がJR西日本に支払う車両使用料が負担になっていたことから、2003年（平成15年）10月1日のダイヤ改正で「マリンライナー」運用は新型車両（JR四国5000系とJR西日本223系5000番台）に置き換えられたのに伴い、本系列は同列車の運用から外れた。
クロ212は0番台全車が運用を離脱し、編成から外された。1が試験車「U@Tech」クヤ212-1に改造され、その他は廃車となり、運転台機器が後述の先頭車化改造車クハ212形100番台に転用された。

#### 岡山地区

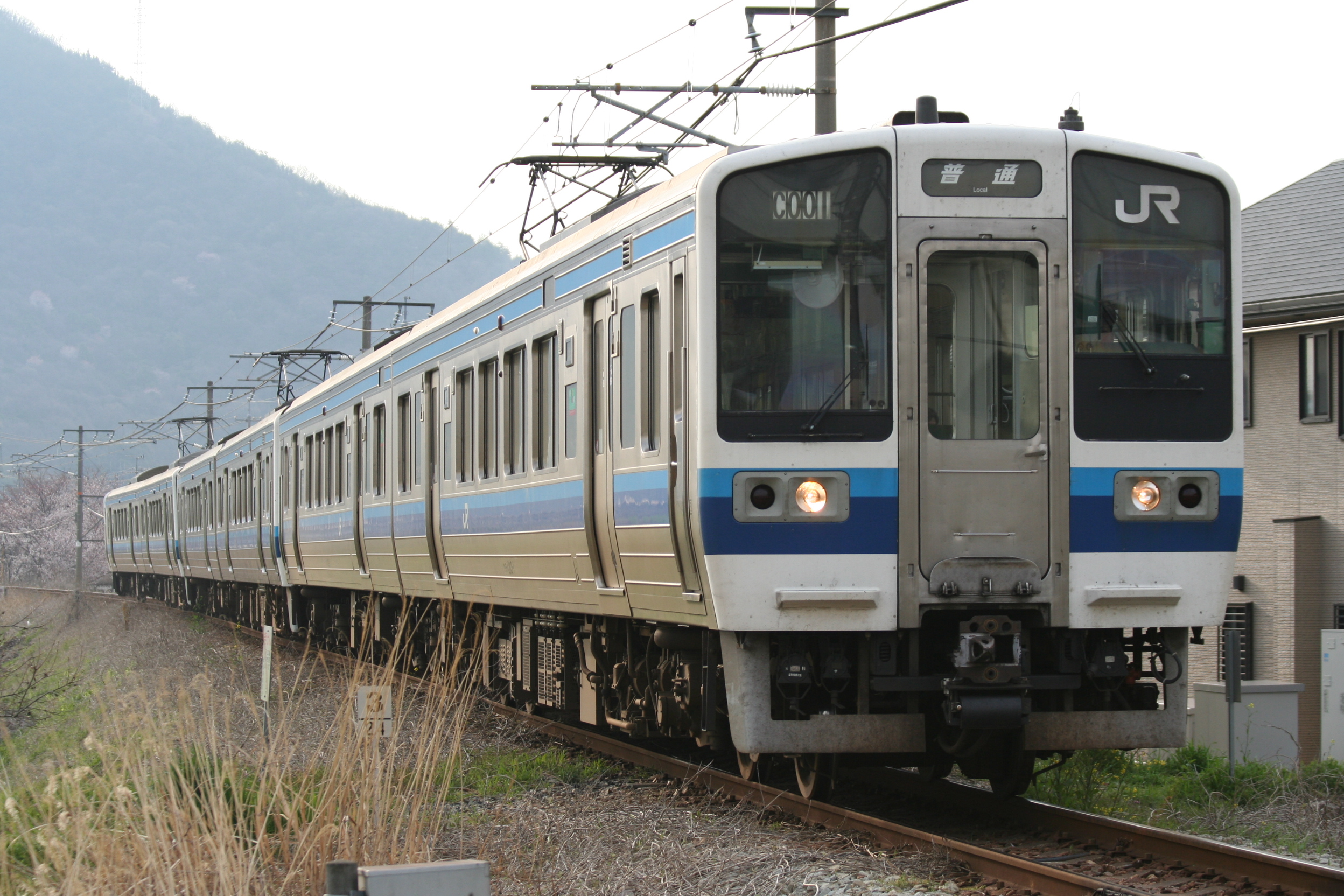
正面と側面の方向幕がJR西日本標準の黒地に白文字のものに変更された
（2008年4月4日）

「マリンライナー」運用を離脱した213系0番台は、岡山地区ローカルに転用されることになった。2024年（令和6年）4月1日現在、3両編成×4本と2両編成×7本の26両が下関総合車両所岡山電車支所（旧：岡山電車区）に配置されている。
岡山近郊の山陽本線吉永駅 - 三原駅間、伯備線倉敷駅 - 新見駅間、赤穂線東岡山駅 - 播州赤穂駅、宇野線（宇野みなと線）全線、本四備讃線（瀬戸大橋線）茶屋町駅 - 児島駅で普通列車を中心に運用されているが、3両編成は原則として山陽本線・赤穂線のみで運用される。本系列の転用により、岡山電車区電車センター（当時）の103系の全編成と105系の一部が置き換えられ、転属や廃車が発生した。また、2009年（平成21年）3月14日のダイヤ改正では「サンライナー」三原行き（2725M）にも運用されていた。
2016年（平成28年）にはC04編成からサハ213-4を抜いた2両が前述の観光列車「ラ・マル・ド・ボァ」に改造された。サハ213-4については、2024年（令和6年）4月現在C01編成の中間に組み込まれて運用されている。
正面と側面の種別・行先表示器の字幕は「マリンライナー」時代も含めて、白地に黒文字であったが、2006年（平成18年）以降全編成がJR西日本標準の黒地に白文字のものに変更された。また、「マリンライナー」では側面の表示に号車番号も併せて表記されていた。
また、ワンマン非対応のクモハ213形・クハ212形については、EB装置・TE装置の整備に伴い、機器箱を設置する必要が生じたため、運転席直後の1列2席分（1A・B席）が車内向き固定となり、乗務員室との仕切扉左にその旨を知らせるステッカーが貼られている。

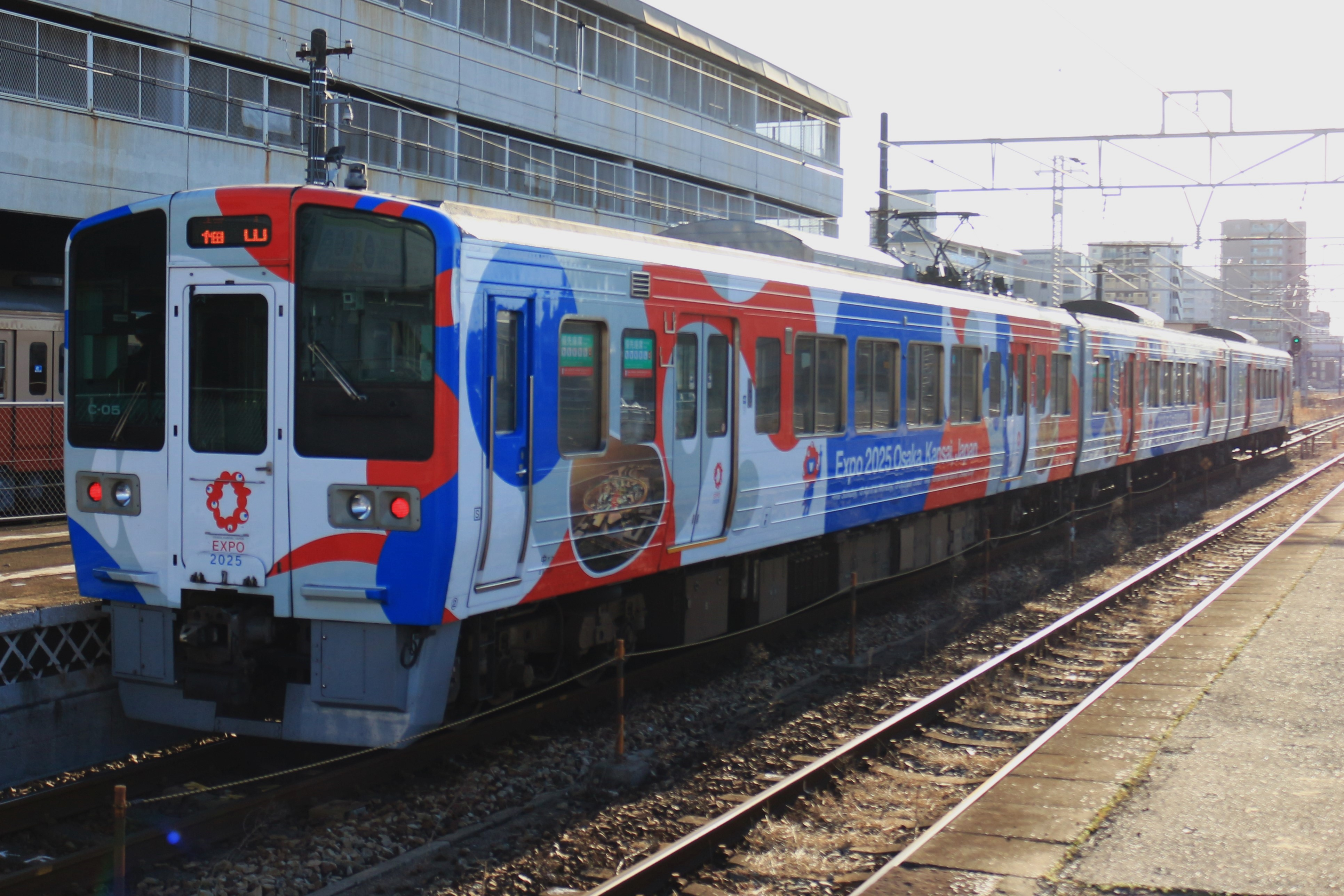
C05編成万博ラッピング車両
（2025年1月1日）

2024年（令和6年）11月1日より、C05編成（3両編成）が「大阪・関西万博ラッピング列車」として運行される。運行期間は「会期終了まで」としているが、会期終了後も、ラッピングを撤去するまでは運行する予定となっている。

##### 「マリンライナー」代走

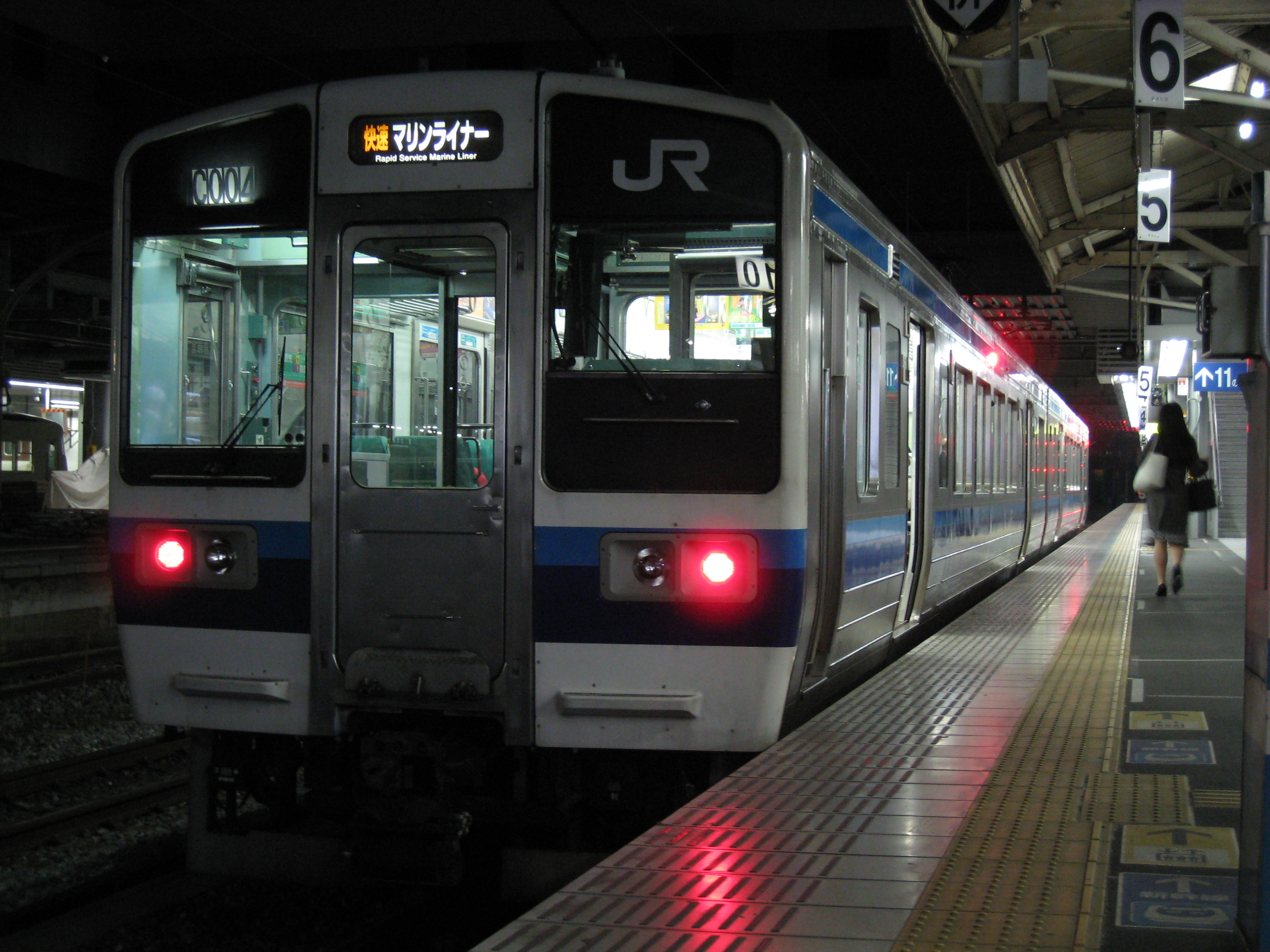
下り最終「マリンライナー」77号に充当されたC04編成
（岡山寄り先頭車）
（2007年4月10日 岡山駅）

2007年（平成19年）2月8日に早島駅付近で踏切事故の被害を受けた223系5000番台P3編成が網干総合車両所へ緊急入場。他の編成も定期検査中で予備車がなくなってしまい、その間の代走として213系が抜擢され4月中旬ごろまで「マリンライナー」77号（下り最終）と2号（上り始発）の限定運用が復活した。なお、代走にはC04編成のみが使用されたが、代走運用から数日後に3両編成から中間車のサハ213-4を抜いた2両編成となり、山陽新聞など地元のメディアにも取り上げられた。
2009年（平成19年）7月11・12日には、223系5000番台P編成の前面窓ガラスが破損したため、急遽213系C05編成が「マリンライナー」1号で代走を務めた。両日、所定9両の「マリンライナー」8号は223系を1編成抜いた6両での運転となった。

##### 「マリンライナー」復活運転
瀬戸大橋開通20周年記念事業の一環として、2008年（平成20年）4月10日に213系での「マリンライナー」が上り1本で復活運転した。列車名は「懐かしの213系マリンライナー」で、当時と同じくグリーン車を含めた6両編成（C04編成3両とC06編成から2両とクロ212-1001を使用、全車指定席）で運転された。
| 列車名            | 懐かしの213系マリンライナー              |
| 運転区間 （時刻） | 高松駅 11:49発 → 岡山駅 12:56着          |
| 停車駅            | 坂出駅・児島駅・茶屋町駅・早島駅・妹尾駅 |

| ← 岡山高松 → | ← 岡山高松 → | ← 岡山高松 → | ← 岡山高松 → | ← 岡山高松 → | ← 岡山高松 →  |
| ------------ | ------------ | ------------ | ------------ | ------------ | ------------- |
| クモハ213 -4 | サハ213 -4   | クハ212 -4   | クモハ213 -6 | サハ213 -6   | クロ212 -1001 |
| C04編成      | C04編成      | C04編成      | C06編成      | C06編成      | ゆめじ        |

2022年（令和4年）9月25日には、「おか鉄フェス2022」の一環として、C05編成を使用し、団体臨時列車として岡山駅 - 高松駅間で1往復が運行された。なお本列車は旅行商品として日本旅行から発売された。また、車両前面の「快速」（白地に赤文字）の種別表示はステッカーにて再現された。途中停車駅は妹尾駅・茶屋町駅・児島駅・坂出駅。
2023年（令和5年）10月28日には、「瀬戸大橋線開業35周年記念キャンペーン」の第7弾として、岡山駅 - 高松駅間と高松駅 - 高松運転所間で団体臨時列車として1往復が運行された。

### JR東海

#### 名古屋地区
5000番台は1989年（平成元年）から大垣電車区（現：大垣車両区）に配置されて関西本線（名古屋駅 - 亀山駅）の普通・快速列車や東海道本線の一部の普通列車（主に日中の大垣駅 - 岡崎駅）に充当されたが、2000年（平成12年）より関西本線で閑散時間帯の普通列車においてワンマン運転が開始されるのに先立ち1999年（平成11年）に神領電車区（現：神領車両区）に転属。前後して後継の313系3000番台が投入されると、日中の大多数の列車が置き換えられた。以後は朝と夕方以降の列車と日中の中央線の一部の普通・快速列車を中心に運用されるようになり、2011年（平成23年）10月1日に関西本線での運用を終了した。

#### 飯田線
関西本線の撤退に前後し、飯田線で運用されていた119系の置き換え用としてトイレの設置や半自動ドアの設置などの改造工事を施した上で大垣車両区へ再転出し、2011年（平成23年）11月27日より飯田線およびJR東日本管内の中央本線の茅野駅 - 辰野駅間での運用を開始し、2012年（平成24年）3月17日のダイヤ改正までに119系を置き換えた。
JR東海は2021年（令和3年）度から新型車両315系の導入と、これに伴う313系の玉突き転配が開始され、今後置き換えが実施される予定である。

## 編成表

### 0番台
| ← 岡山宇野 → | ← 岡山宇野 → | ← 岡山宇野 → | ← 岡山宇野 → |
| ------------ | ------------ | ------------ | ------------ |
| 編成番号     | クモハ 213   | サハ 213     | クハ 212     |
| C-1          | 1            | 1            | 1            |
| C-2          | 2            | 2            | 2            |
| C-3          | 3            | 3            | 3            |
| C-4          | 4            | 4            | 4            |
| C-5          | 5            | 5            | 5            |
| C-6          | 6            | 6            | 6            |
| C-7          | 7            | 7            | 7            |
| C-8          | 8            | 8            | 8            |

| ← 岡山宇野・高松 → | ← 岡山宇野・高松 → | ← 岡山宇野・高松 → | ← 岡山宇野・高松 → | ← 岡山宇野・高松 →     | ← 岡山宇野・高松 →     |
| ------------------ | ------------------ | ------------------ | ------------------ | ---------------------- | ---------------------- |
| 編成番号           | クモハ 213         | サハ 213           | クハ 212           | 廃車                   | 備考                   |
| C01                | 1                  | 1                  | 1                  |                        | サハ213は「U@tech」へ  |
| C02                | 2                  | 2                  | 2                  | 2004/08/31 （サハ213） |                        |
| C03                | 3                  | 3                  | 3                  | 2004/08/31 （サハ213） |                        |
| C04                | 4                  | 4                  | 4                  |                        |                        |
| C05                | 5                  | 5                  | 5                  |                        |                        |
| C06                | 6                  | 6                  | 6                  |                        |                        |
| 編成番号           | クモハ 213         | サハ 213           | クロ 212           | 廃車                   | 備考                   |
| C07                | 7                  | 7                  | 1                  |                        | クロ212は「U@tech」へ  |
| C08                | 8                  | 8                  | 2                  | 2008/11/17 （クロ212） |                        |
| C09                | 9                  | 9                  | 3                  | 2004/08/31 （クロ212） |                        |
| C10                | 11                 | 10                 | 4                  | 2004/08/31 （クロ212） |                        |
| C11                | 12                 | 11                 | 5                  | 2004/08/31 （クロ212） |                        |
| 編成番号           | クモハ 213         | クハ 212           | クハ 212           | 廃車                   | 備考                   |
| C12                | 10                 | 7                  | 8                  |                        |                        |
| 編成番号           | クモロ 211         | モロ 211           | クロ 212           | 廃車                   | 備考                   |
| C13                | 1                  | 1                  | 1001               |                        | スーパーサルーンゆめじ |

| ← 和気・播州赤穂三原・宇野・児島・新見 → | ← 和気・播州赤穂三原・宇野・児島・新見 → | ← 和気・播州赤穂三原・宇野・児島・新見 → | ← 和気・播州赤穂三原・宇野・児島・新見 → | ← 和気・播州赤穂三原・宇野・児島・新見 → | ← 和気・播州赤穂三原・宇野・児島・新見 → | ← 和気・播州赤穂三原・宇野・児島・新見 →                  |
| ---------------------------------------- | ---------------------------------------- | ---------------------------------------- | ---------------------------------------- | ---------------------------------------- | ---------------------------------------- | --------------------------------------------------------- |
| 編成番号                                 | クモハ 213                               | サハ 213                                 | クハ 212                                 | 改造日                                   | 廃車                                     | 備考                                                      |
| C04                                      | 4                                        | 4                                        | 4                                        |                                          |                                          | クモハ213・クハ212は「La Malle de Bois」へ サハ213はC01へ |
| C05                                      | 5                                        | 5                                        | 5                                        |                                          |                                          |                                                           |
| C06                                      | 6                                        | 6                                        | 6                                        |                                          |                                          |                                                           |
| 編成番号                                 | クモハ 213                               | クハ 212                                 |                                          | ワンマン 改造日                          | 廃車                                     | 備考                                                      |
| C01                                      | 1                                        | 1                                        |                                          | 2004年                                   |                                          |                                                           |
| C02                                      | 2                                        | 2                                        | 2004/07/13                               |                                          |                                          |                                                           |
| C03                                      | 3                                        | 3                                        | 2004/09/27                               |                                          |                                          |                                                           |
| C07                                      | 7                                        | 101                                      | 2004/03/23                               |                                          | 先頭車化改造も同時施工                   |                                                           |
| C08                                      | 8                                        | 102                                      | 2004/09/07                               |                                          | 先頭車化改造も同時施工                   |                                                           |
| C09                                      | 9                                        | 103                                      | 2004/09/16                               |                                          | 先頭車化改造も同時施工                   |                                                           |
| C10                                      | 11                                       | 104                                      | 2004/03/29                               |                                          | 先頭車化改造も同時施工                   |                                                           |
| C11                                      | 12                                       | 105                                      | 2004/09/30                               |                                          | 先頭車化改造も同時施工                   |                                                           |
| 編成番号                                 | クモハ 213                               | クハ 212                                 | クハ 212                                 | ワンマン 改造日                          | 廃車                                     | 備考                                                      |
| C12                                      | 10                                       | 7                                        | 8                                        | 2004/03/30                               |                                          |                                                           |
| 編成番号                                 | クモロ 211                               | モロ 211                                 | クロ 212                                 | 改造日                                   | 廃車                                     | 備考                                                      |
| C13                                      | 1                                        | 1                                        | 1001                                     |                                          | 2010/06/30                               | スーパーサルーンゆめじ                                    |
| 編成番号                                 | クモハ 223                               | サヤ 213                                 | クヤ 212                                 | 改造日                                   | 廃車                                     | 備考                                                      |
| U@tech                                   | 9001                                     | 1                                        | 1                                        | 2004/10/22                               | 2019/03/31                               |                                                           |

| ← 吉永・播州赤穂三原・宇野・児島・新見 → | ← 吉永・播州赤穂三原・宇野・児島・新見 → | ← 吉永・播州赤穂三原・宇野・児島・新見 → | ← 吉永・播州赤穂三原・宇野・児島・新見 → | ← 吉永・播州赤穂三原・宇野・児島・新見 → | ← 吉永・播州赤穂三原・宇野・児島・新見 → | ← 吉永・播州赤穂三原・宇野・児島・新見 → |
| ---------------------------------------- | ---------------------------------------- | ---------------------------------------- | ---------------------------------------- | ---------------------------------------- | ---------------------------------------- | ---------------------------------------- |
| 編成番号                                 | クモハ 213                               | サハ 213                                 | クハ 212                                 | 体質改善工事                             | 備考                                     |                                          |
| C01                                      | 1                                        | 4                                        | 1                                        | 2014/10/30                               | サハ213は元C04編成                       |                                          |
| C05                                      | 5                                        | 5                                        | 5                                        | 2013/07/05                               | 万博ラッピング                           |                                          |
| C06                                      | 6                                        | 6                                        | 6                                        | 2015/03/23                               |                                          |                                          |
| 編成番号                                 | クモハ 213                               | クハ 212                                 |                                          | 体質改善工事                             | 備考                                     |                                          |
| C02                                      | 2                                        | 2                                        |                                          | 2013/09/26                               | ワンマン対応                             |                                          |
| C03                                      | 3                                        | 3                                        | 2013/03/25                               |                                          | ワンマン対応                             |                                          |
| C07                                      | 7                                        | 101                                      | 2013/12/17                               |                                          | ワンマン対応                             |                                          |
| C08                                      | 8                                        | 102                                      | 2012/06/15                               |                                          | ワンマン対応                             |                                          |
| C09                                      | 9                                        | 103                                      | 2014/07/16                               |                                          | ワンマン対応                             |                                          |
| C10                                      | 11                                       | 104                                      | 2012/12/20                               |                                          | ワンマン対応                             |                                          |
| C11                                      | 12                                       | 105                                      | 2012/09/26                               |                                          | ワンマン対応                             |                                          |
| 編成番号                                 | クモハ 213                               | クハ 212                                 | クハ 212                                 | 体質改善工事                             | 備考                                     |                                          |
| C12                                      | 10                                       | 7                                        | 8                                        | 2015/08/26                               | ワンマン対応                             |                                          |
| 編成番号                                 | クモロ 213                               | クロ 212                                 |                                          | 改造日                                   | 備考                                     |                                          |
| LA1                                      | 7004                                     | 7004                                     |                                          | 2016/03/21                               | La Malle de Bois （元C04編成）           |                                          |

### 5000番台
| ← 豊橋辰野 → | ← 豊橋辰野 → | ← 豊橋辰野 → | ← 豊橋辰野 →    | ← 豊橋辰野 → | ← 豊橋辰野 → |
| ------------ | ------------ | ------------ | --------------- | ------------ | ------------ |
| 編成番号     | クモハ 213   | クハ 212     | 飯田線 転用改造 | 廃車         | 備考         |
| H1           | 5001         | 5001         | 2011/09/20      |              |              |
| H2           | 5002         | 5002         | 2011/09/20      |              |              |
| H3           | 5003         | 5003         | 2011/04/21      |              |              |
| H4           | 5004         | 5004         | 2011/04/21      |              |              |
| H5           | 5005         | 5005         | 2011/11/29      |              |              |
| H6           | 5006         | 5006         | 2011/11/29      |              |              |
| H7           | 5007         | 5007         | 2011/06/23      |              |              |
| H8           | 5008         | 5008         | 2011/06/23      |              |              |
| H9           | 5009         | 5009         | 2011/08/30      |              |              |
| H10          | 5010         | 5010         | 2011/08/30      |              |              |
| H11          | 5011         | 5011         | 2012/02/21      |              |              |
| H12          | 5012         | 5012         | 2012/02/21      |              |              |
| H13          | 5013         | 5013         | 2012/02/01      |              |              |
| H14          | 5014         | 5014         | 2012/02/01      |              |              |